# Hawái
Hawái (en inglés: Hawaii; en hawaiano, Hawai‘i) es uno de los cincuenta estados que, junto con Washington D. C., forman los Estados Unidos. Su capital y ciudad más poblada es Honolulu, en la isla de Oʻahu. Es el único estado insular y extracontinental del país, y el último y más reciente en ser admitido como tal, el 21 de agosto de 1959. Su población alcanza casi el millón y medio de habitantes.
Está ubicado en el océano Pacífico central, al suroeste de los Estados Unidos continentales, y comprende casi todo el archipiélago de Hawái (excepto las islas Midway que son un territorio incorporado) el grupo de islas más septentrional de la Polinesia (Oceanía). En el extremo sureste se hallan las ocho islas principales, de noroeste a sureste: Niʻihau, Kauaʻi, Oʻahu, Molokaʻi, Lānaʻi, Kahoʻolawe, Maui y Hawáiʻi. Esta última es la más grande, por lo que se la llama The Big Island, «Isla Grande». 
Hawái posee 28 311 km² de superficie, por lo cual es el octavo menos extenso de la Unión, por delante de Massachusetts, Vermont, Nuevo Hampshire, Nueva Jersey, Connecticut, Delaware y Rhode Island. Sin embargo por su tamaño es comparable con países como Armenia o Albania, y es más grande que Israel o El Salvador.  
Debido a su ubicación en Oceanía y su carácter de escala en la ruta entre América y Asia, Hawái presenta, además de su rica cultura nativa de raíz polinesia, influencias americanas (en especial del oeste estadounidense), pero también mexicanas) y asiáticas (japonesas, filipinas y chinas). Es el único estado de Estados Unidos que está en Oceanía junto a las Islas Ultramarinas Menores de los Estados Unidos.

## Historia

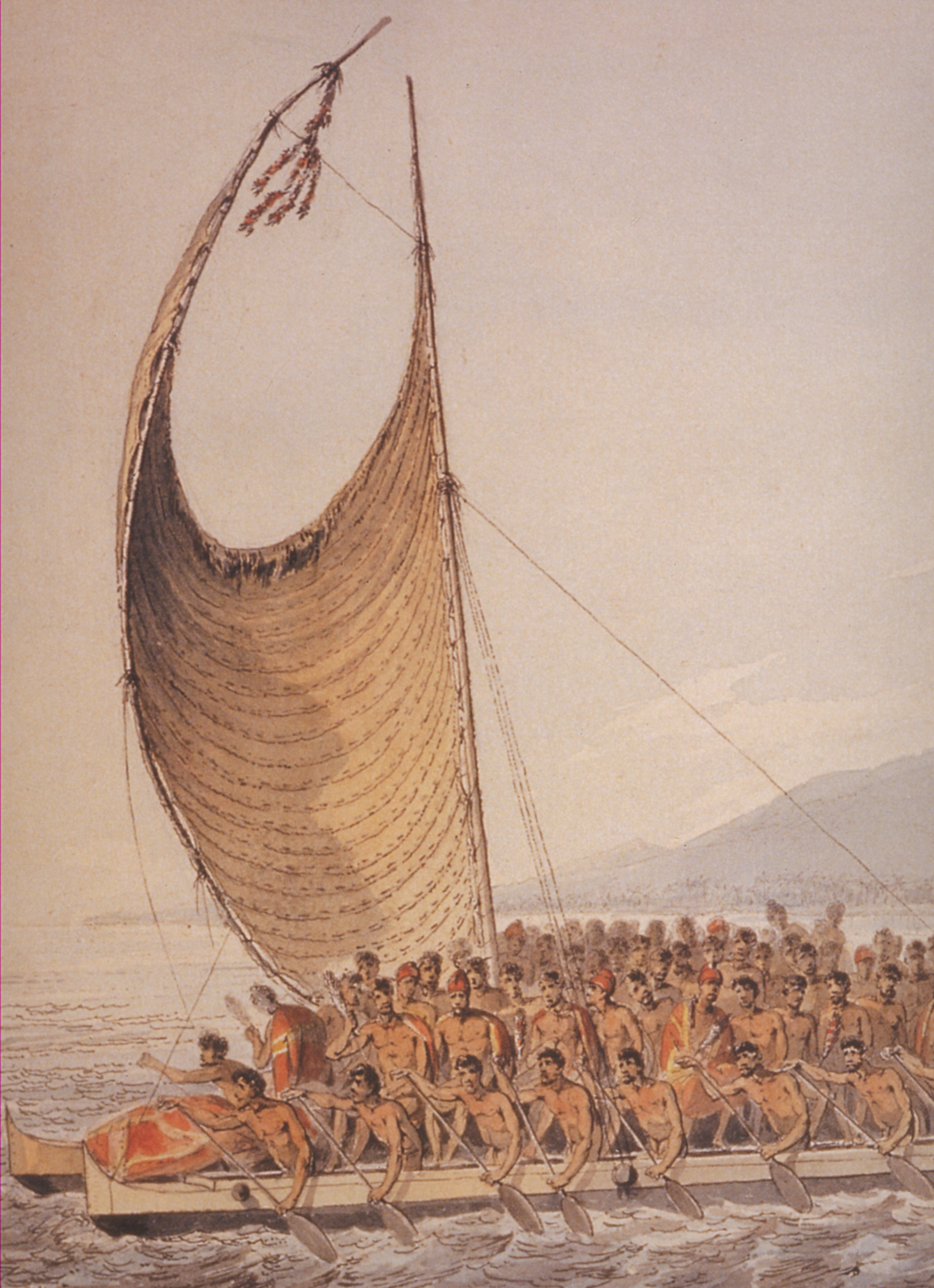
El rey Kalaniʻōpuʻu recibe a James Cook. Acuarela de John Webber, artista a bordo del barco de Cook.

La primera colonización de Hawái se produjo desde islas en el océano Pacífico Sur (es muy probable que desde las Marquesas). Durante unos 800 años, estos pueblos vivieron en ocasiones en paz y en ocasiones en guerra, a medida que iban ampliando sus territorios coloniales por las ocho islas principales. En este período, el pueblo hawaiano desarrolló un complejo entramado social basado en un sistema de castas, regido por un amplio conjunto de tabúes de tipo religioso y social, conocidos como «sistema kapu».
Hay diferentes versiones sobre los primeros europeos que llegaron a Hawái. La más frecuente y documentada es que el explorador inglés James Cook fue el primero en llegar en 1778. Sin embargo, según varios historiadores, es posible que miembros de la expedición española de Ruy López de Villalobos lo hicieran dos siglos antes, en 1542. Existen mapas españoles de la época que muestran unas islas en la latitud de Hawái, pero en una longitud 10 grados más al este. En el manuscrito, la Isla de Maui aparece como «La Desgraciada», y la Isla de Hawái aparece como «La Mesa». Otras islas, muy parecidas a Kahoʻolawe, Lānaʻi, y Molokaʻi aparecen con el nombre de «Los Monjes». Siendo el nombre de las islas en conjunto Islas de Mesa, de los Monjes y Desgraciada.

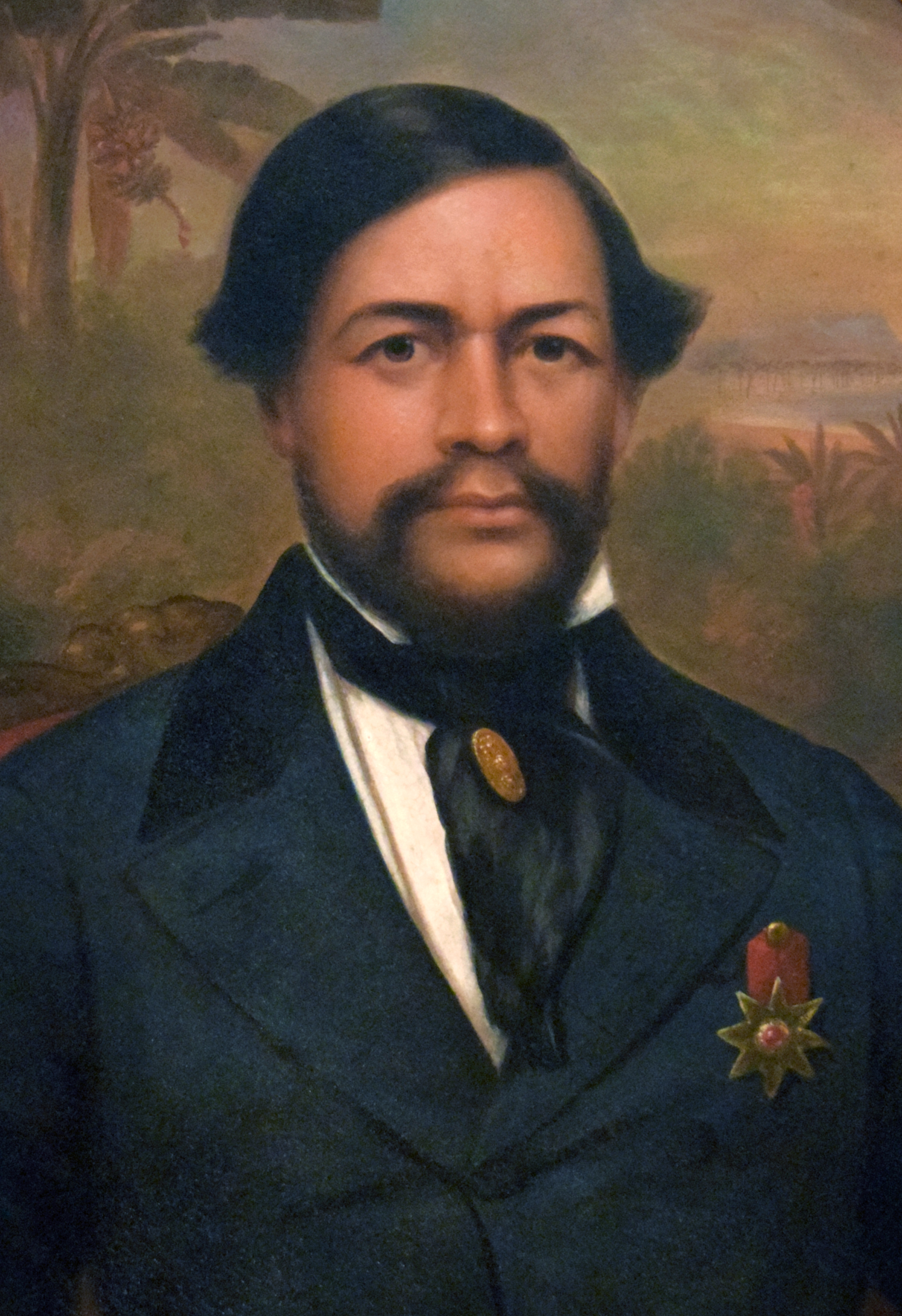
El rey Kamehameha III que recuperó las islas de los británicos.

Las islas Hawái fueron bautizadas el 18 de enero de 1778 con el nombre de islas Sándwich por el capitán James Cook, en agradecimiento a John Montagu, IV conde de Sandwich. John Montagu apoyó en gran medida la exploración del Pacífico, conducida por James Cook, dándole el dinero necesario para construir cuatro embarcaciones, con las cuales encontró no solo las islas Sándwich, sino también la Isla Montagu, administrativamente parte del territorio británico de ultramar de las Islas Georgias del Sur y Sandwich del Sur del Reino Unido. Fue en el siglo XIX cuando comenzó a utilizarse el nombre de islas Hawái.
Cuando Cook llegó de forma fortuita a Hawái en el siglo XVIII según fuentes inglesas, según fuentes hispanas, guiados por mapas españoles robados en Manila, que incluían las islas descubiertas por la expedición española de Ruy López de Villalobos dos siglos antes, en 1542 el rey Kamehameha I, que pasaría a la historia con el nombre de Kamehameha El Grande, había comenzado su gradual ascenso al poder. Tras una serie de batallas que terminaron en 1795 y la cesión pacífica de la isla de Kauaʻi en 1810, las Islas Hawái se unificaron por primera vez bajo el mando de un único gobernante, quien murió en 1819. Kamehameha I fundó la casa de Kamehameha, la dinastía reinante hasta 1872.
La muerte del rey Kamehameha V, soltero y sin heredero nombrado, dio lugar a la celebración de una consulta popular, que concedió la victoria al rey Lunalilo frente a Kalākaua. Finalmente, el poder acabaría en manos de la casa de Kalākaua, tras el fallecimiento de Lunalilo, y una elección muy disputada y plagada de acusaciones de fraude en el año 1874 entre Kalākaua y la reina viuda Emma (con disturbios y la llegada de tropas de los Estados Unidos y del Reino Unido con la excusa de propiciar la paz), quedando el trono en manos de Kalākaua.
El Rey Kalākaua logró mantenerse en el poder hasta su muerte en 1891. Su hermana, la reina Liliʻuokalani, le sucedió en el trono hasta que fue derrocada por un golpe de Estado de los terratenientes estadounidenses en 1893, siendo sustituida por un gobierno provisional y, posteriormente, por una república. Durante la época monárquica y republicana, la economía de Hawái pasó de ser la propia de un estado aislado a la de uno que formaba parte del mercado libre mundial, que producía y exportaba más de doscientas mil toneladas de azúcar al año.
Los Estados Unidos de América, tras promulgar una constitución al estilo estadounidense y abolir la monarquía hawaiana, decidió la anexión de Hawái en 1898. El territorio no obtendría la categoría de estado hasta 1959.

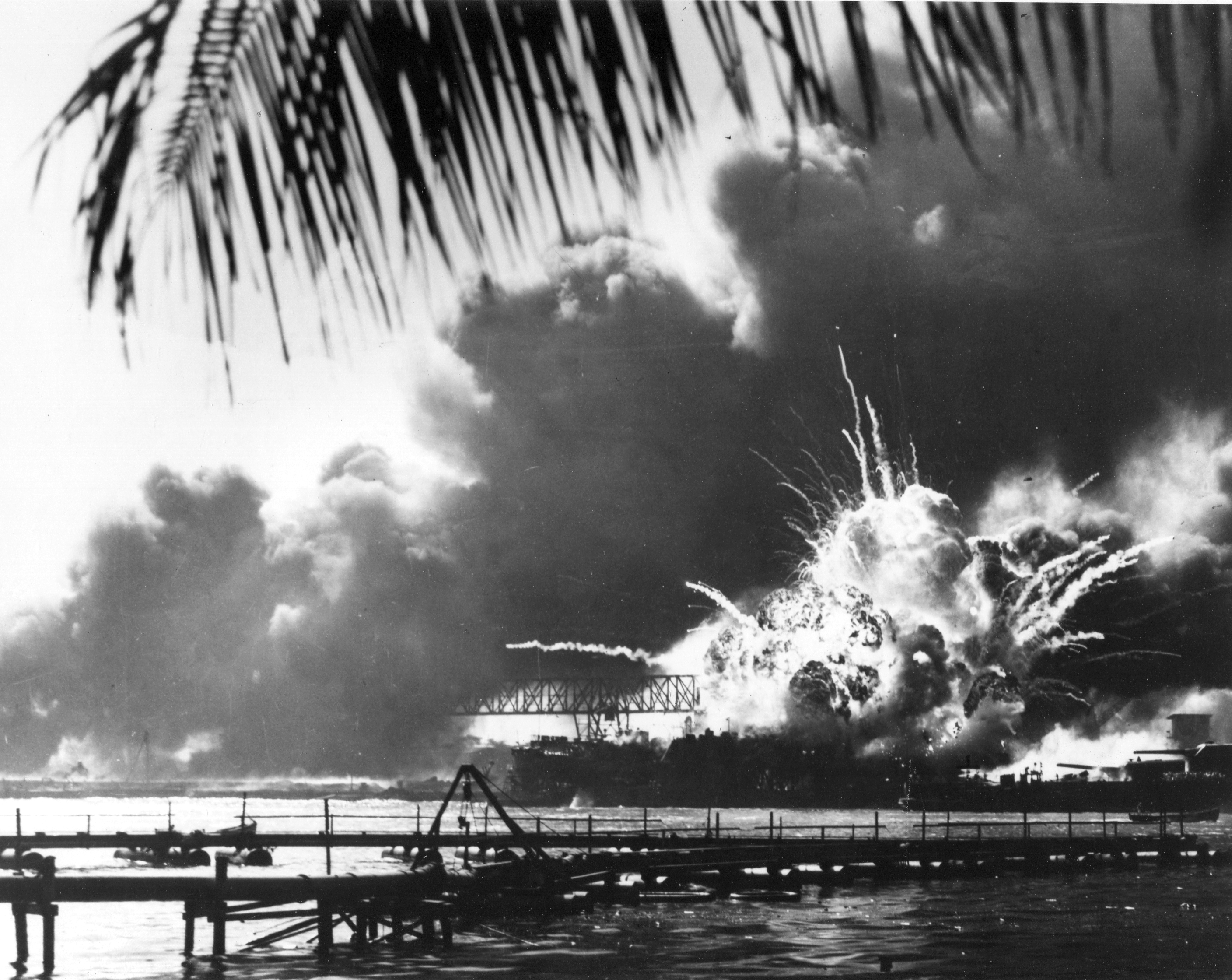
Explosión del destructor USS Shaw durante el ataque a Pearl Harbor, Hawái, por parte del Imperio del Japón el 7 de diciembre de 1941. Esta acción provocó la entrada de Estados Unidos en la Segunda Guerra Mundial.

En 1941, en la isla de Oahu, el complejo portuario y base militar Pearl Harbor fue objeto de un ataque por parte del Imperio del Japón, ante el bloqueo económico que estaba ejerciendo Estados Unidos. Este ataque provocó la participación activa de los Estados Unidos en la Segunda Guerra Mundial. Hawái pasó a ser oficialmente un estado de los Estados Unidos el 21 de agosto de 1959.

## Geografía
Todas las islas Hawái se formaron por la acción de los volcanes que surgían del fondo del mar, a partir de una fuente de magma que en geología se denomina punto caliente. La teoría del punto caliente de Hawái sostiene que la placa tectónica bajo el océano Pacífico se mueve en dirección noroeste, mientras que el punto caliente se mantiene estacionario, creando poco a poco nuevos volcanes. Por este motivo, únicamente los volcanes en la mitad sur de la isla de Hawái permanecen activos hoy en día.
Las islas más antiguas poseen volcanes inactivos, mientras que las más nuevas tienen todavía volcanes activos. La isla de Hawái tiene cinco volcanes, y uno de ellos es de los más activos del mundo, el Kīlauea. En la cima de uno de esos volcanes, el Mauna Kea, se encuentra una de las mayores concentraciones de telescopios del mundo.
El archipiélago de Hawái se compone de dieciocho islas y atolones, que se extienden a lo largo de 2400 km. De todas ellas, se considera como "islas principales" a ocho, situadas en el extremo sudeste del archipiélago. Esta denominación comprende, por orden desde el noroeste al sudeste a las siguientes islas: Niihau (Niʻihau), Kauai (Kauaʻi), Oahu (Oʻahu), Molokai (Molokaʻi), Lanai (Lānaʻi), Kahoolawe (Kahoʻolawe), Maui (Maui), y la Hawái (Hawaiʻi). La última es, con diferencia, la de mayor tamaño, por lo que se la suele llamar la "Isla Grande". La utilización de este nombre alternativo a menudo responde a la necesidad de evitar la ambigüedad que existe entre la palabra Hawái para referirse al estado entero (el conjunto de las islas), frente a esa isla en concreto.

### Clima

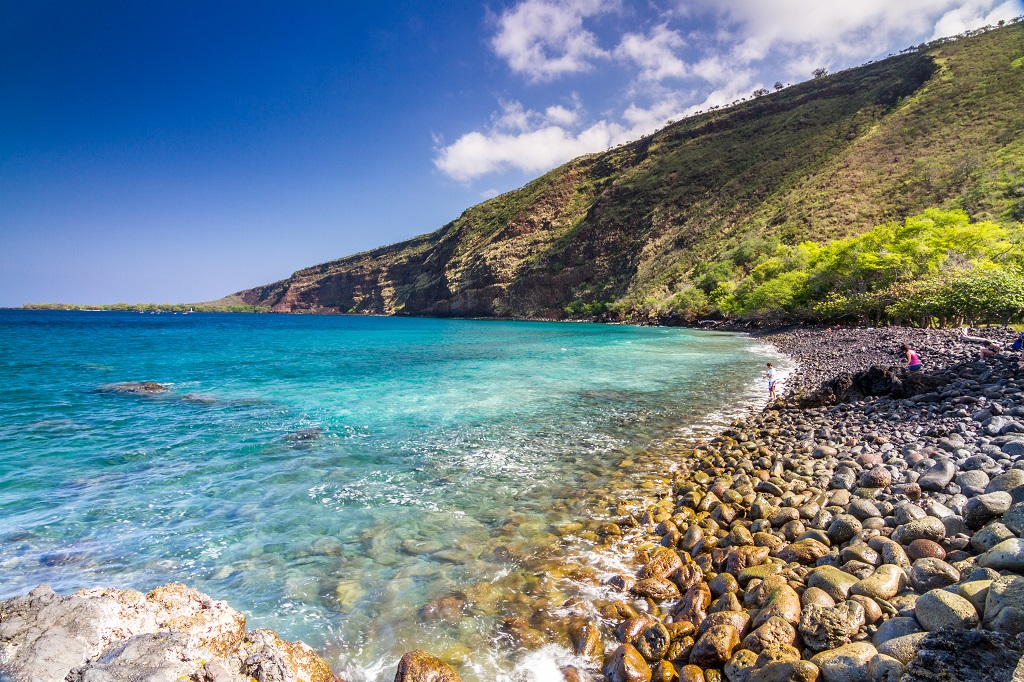
Bahía de Kealakekua

Hawái ostenta cuatro de las cinco zonas climáticas y ocho de las trece subzonas climáticas que existen en el mundo entero según el esquema de clasificación climática de Köppen. Cada una de ellas con un ecosistema único y características climáticas determinadas. Factores como la altura, variaciones de presión, lluvias, vientos y topografía se combinan para crear las más peculiares localizaciones a lo largo de las islas.
Los climas que se pueden encontrar en las islas hawaianas incluyen las zonas húmedas tropicales (desde el nivel del mar hasta los 137 m s. n. m., las zonas áridas y semiáridas (las partes más cálidas de las islas), las zonas templadas (por encima de los 400 m s. n. m.) y las zonas alpinas (zonas frías, a 3200 m s. n. m.). 
Si uno va a escalar alguna montaña o volcán debe asegurarse de estar preparado para las temperaturas frías. Generalmente, la temperatura disminuye 1° cada 180 m de altura.
Cada una de las islas hawaianas alberga los cuatro biomas más importantes: desierto, selva tropical, tundra y zonas templadas.

### Topografía
El archipiélago hawaiano se encuentra en Oceanía a 3.200 km al suroeste del resto de los Estados Unidos. Hawái es el estado estadounidense más meridional y el segundo más occidental después de Alaska. Al igual que Alaska, no limita con ningún otro estado de la Unión. Es el único estado de EE UU que no está en Norteamérica y el único completamente rodeado de agua y que es un archipiélago.

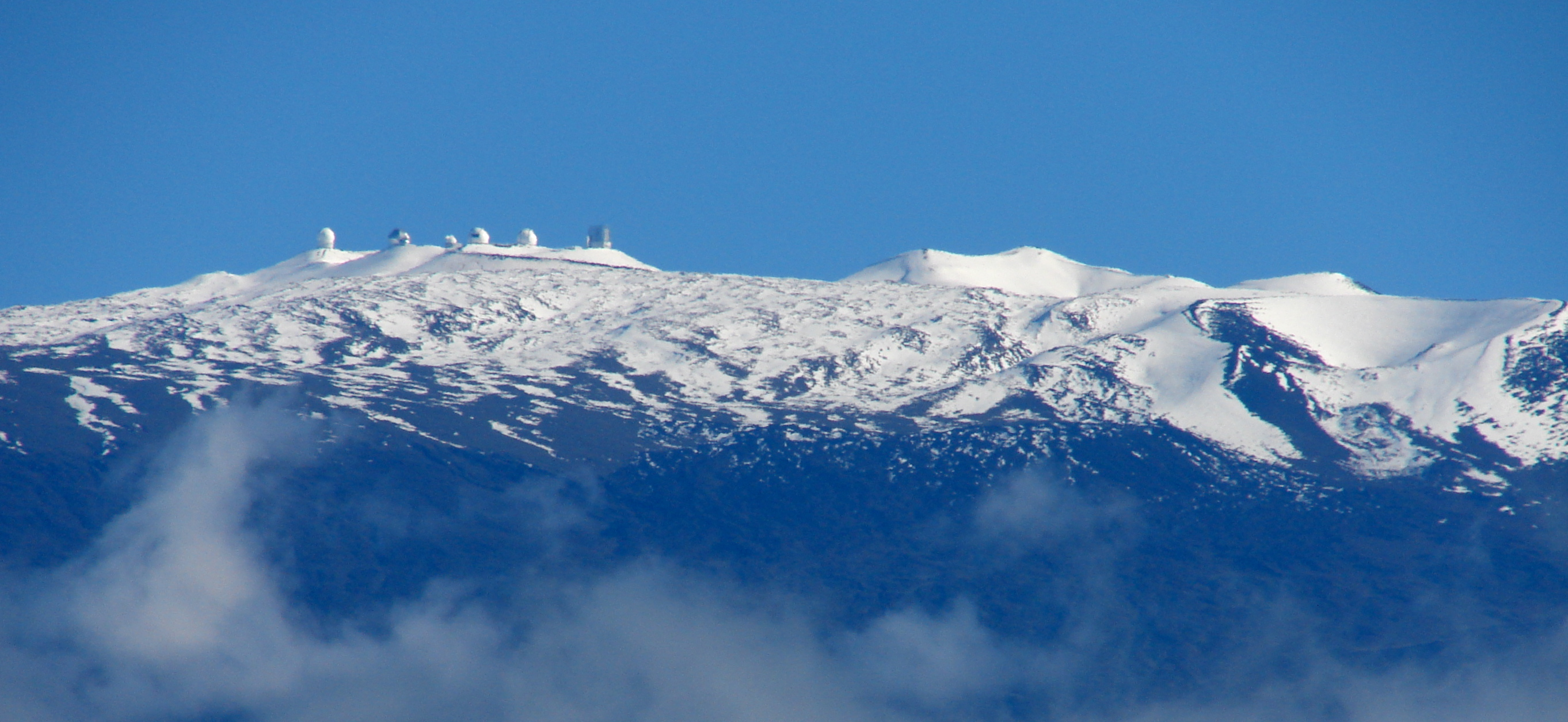
El Mauna Kea cubierto de nieve, visto de la montaña Kohala en Hawái

Además de las ocho islas principales, el estado tiene muchas islas e islotes más pequeños. Kaʻula es una pequeña isla cerca de Niʻihau. Las Islas Hawaianas del Noroeste son un grupo de nueve islas pequeñas y antiguas al noroeste de Kauaʻi que se extiende desde Nihoa hasta el atolón de Kure; son restos de montañas volcánicas que en su día fueron mucho más grandes. Por todo el archipiélago hay alrededor de 130 pequeñas rocas e islotes, como Molokini, que están formados por roca volcánica o sedimentaria marina-
La montaña más alta de Hawái, Mauna Kea, se encuentra a 4.205 m sobre el nivel medio del mar; es más alta que el Everest si se mide desde la base de la montaña, que se encuentra en el fondo del océano Pacífico y se eleva unos 10 200 m.

### Geología
Las islas hawaianas se formaron por la actividad volcánica iniciada en una fuente de magma submarina llamada punto caliente de Hawái. El proceso continúa construyendo islas; la placa tectónica situada bajo gran parte del océano Pacífico se desplaza continuamente hacia el noroeste y el punto caliente permanece inmóvil, creando lentamente nuevos volcanes. Debido a la ubicación del punto caliente, todos los volcanes terrestres activos se encuentran en la mitad sur de la isla de Hawái. El volcán más reciente, el Kamaʻehuakanaloa (antes Lōʻihi), se encuentra al sur de la costa de la isla de Hawaiʻi.

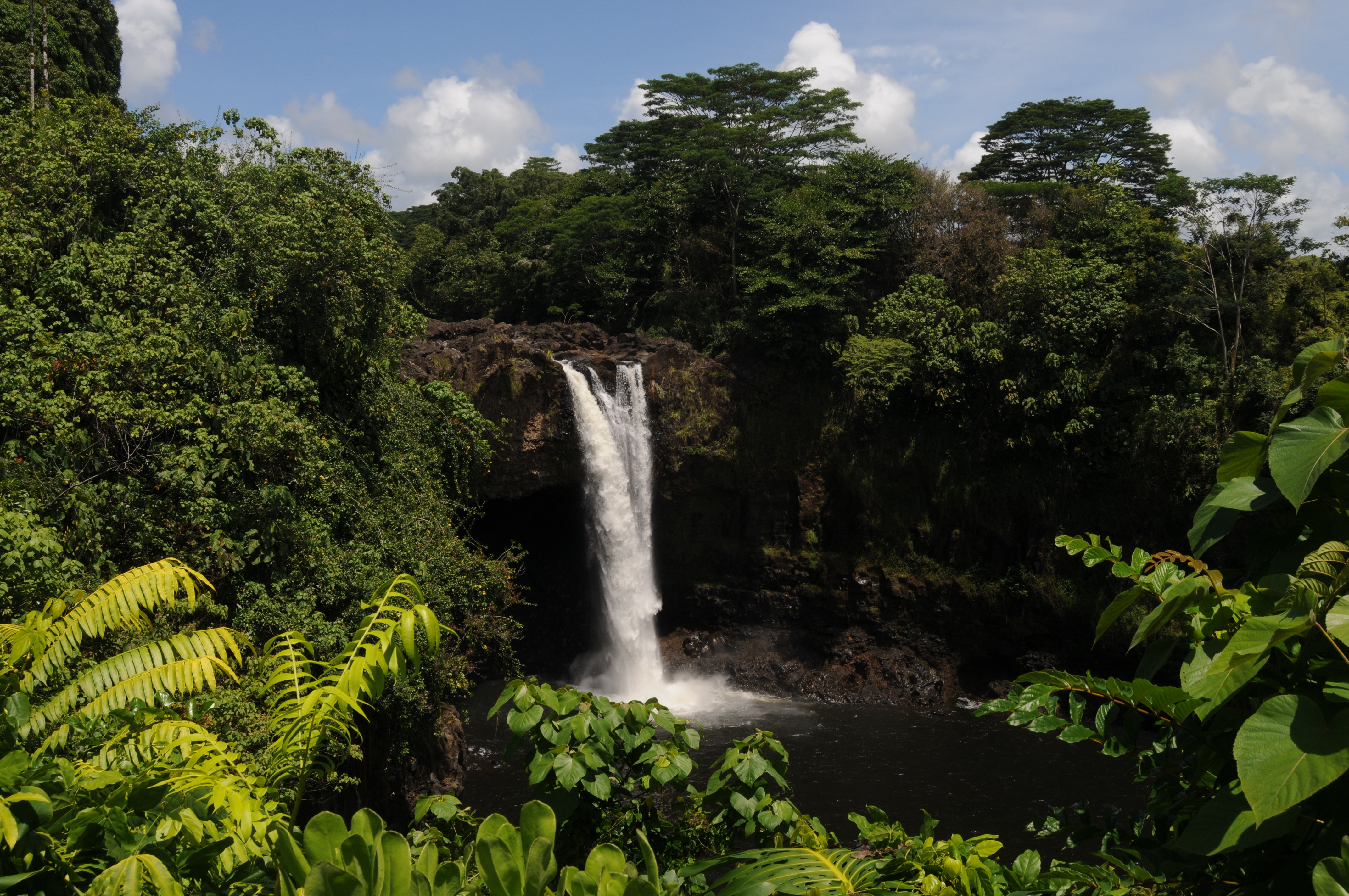
Rainbow Falls es a la vez el nombre de una cascada y una cueva de Hawái

La última erupción volcánica fuera de la isla de Hawaiʻi se produjo en Haleakalā, en Maui, antes de finales del siglo XVIII, posiblemente cientos de años antes. En 1790, Kīlauea explotó; fue la erupción más mortífera que se conoce en la era moderna en lo que hoy es Estados Unidos. Hasta 5.405 guerreros y sus familias que marchaban hacia Kīlauea murieron a causa de la erupción. La actividad volcánica y la posterior erosión han creado impresionantes características geológicas. La isla de Hawái tiene el segundo punto más alto entre las islas del mundo.
En los flancos de los volcanes, la inestabilidad de las laderas ha generado terremotos dañinos y tsunamis relacionados, en particular en 1868 y 1975. Las avalanchas de escombros catastróficas en los flancos sumergidos de los volcanes de las islas oceánicas han creado acantilados escarpados.
El Kīlauea entró en erupción en mayo de 2018, abriendo 22 respiraderos fisurales en su zona de fisura oriental. Los Leilani Estates y Lanipuna Gardens se encuentran dentro de este territorio. La erupción destruyó al menos 36 edificios, lo que, unido a los flujos de lava y los vapores de dióxido de azufre, obligó a evacuar a más de 2.000 habitantes de sus barrios.

### Puntos calientes

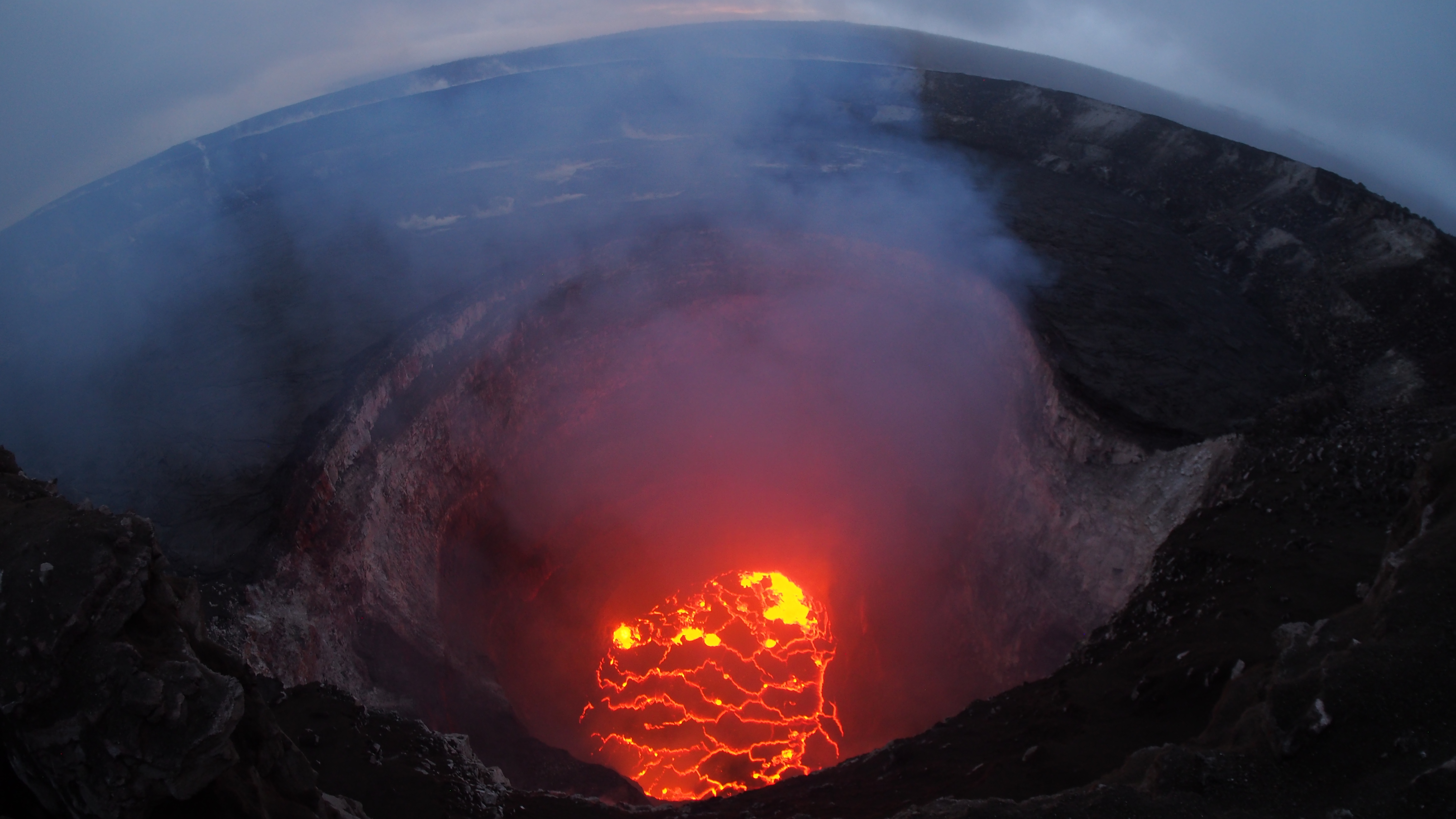
El volcán Kilauea, el más activo del estado.

Dado que los volcanes de Hawái no están ubicados en una línea de falla, sino en el medio de la Placa del Pacífico, y por lo tanto a miles de kilómetros de cualquier límite de placa, se necesita una teoría adicional que fue propuesta por el geocientífico John Tuzo Wilson (1908-1993). ) fue formulado: Según él, los llamados puntos calientes actúan como puntos de fuego inmóviles en ciertos lugares de la corteza terrestre. Su intenso calor quema huecos en la placa del Pacífico para que el magma pueda moverse hacia arriba, que primero fluye hacia el fondo del mar y luego sube al nivel del mar para finalmente formar nuevas islas.
La teoría de los puntos calientes de Wilson también explica por qué solo las islas del sureste de Hawái todavía están afectadas por el vulcanismo: actualmente se encuentran directamente sobre uno de los puntos calientes, mientras que las otras islas se han alejado de él hace mucho tiempo. Los geocientíficos ahora también pueden explicar las características específicas de la lava de Big Island: es más fluida y contiene menos gases que otros tipos de lava. Proviene de una parte de la corteza terrestre que se caracteriza por temperaturas muy altas.

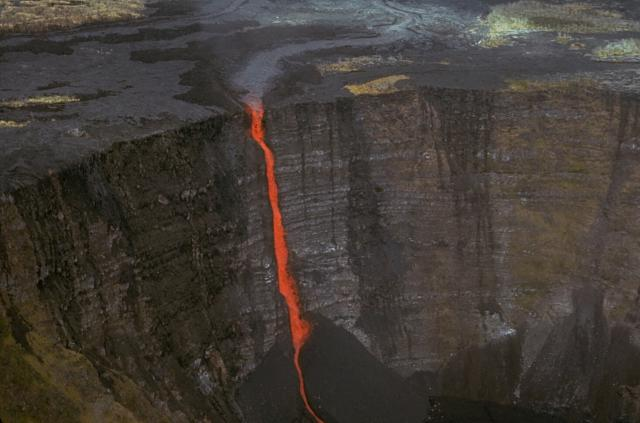
Cascada de Lava del Mauna Ulu fluyendo en el cráter Makaopuhi

Con base en la edad de la cadena de islas hawaianas y su longitud, los científicos han realizado cálculos sobre la velocidad con la que se mueve la placa del Pacífico, para probar la hipótesis de Wilson. Los cálculos coincidieron con otras mediciones y confirmaron que la Placa del Pacífico se está moviendo en dirección noroeste a una velocidad de unos ocho centímetros por año.
En 1972, el geofísico estadounidense James Morgan tomó la teoría original del punto de acceso como punto de partida para investigar también el movimiento de la cadena montañosa submarina Emperor Seamounts. Según Morgan, la cadena montañosa, que se extiende desde el extremo más al noroeste de la cadena de islas de Hawái hasta cerca de las Islas Aleutianas, fue creada por un punto de acceso como Hawái y cambió su dirección de movimiento hace unos 34 millones de años. La hipótesis de Morgan explica por qué la cordillera da un giro y también predice que el pico montañoso más septentrional de los montes submarinos del Emperador, Meiji, que surgió hace 70 millones de años, se hundirá en una depresión marina profunda frente a las Aleutianas dentro de unos pocos millones de años.

Otra prueba de la exactitud de los hallazgos de Wilson son las rocas volcánicas jóvenes en el lecho marino a unos 30 kilómetros al sureste de Big Island: el monte submarino Loihi, descubierto por geólogos en 1978, fue identificado como un volcán activo dos años después. El pico de su montaña todavía se eleva solo 950 metros bajo el nivel del mar y en unos pocos miles de años se elevará con fuentes de vapor de agua del Océano Pacífico para formar gradualmente una nueva isla.

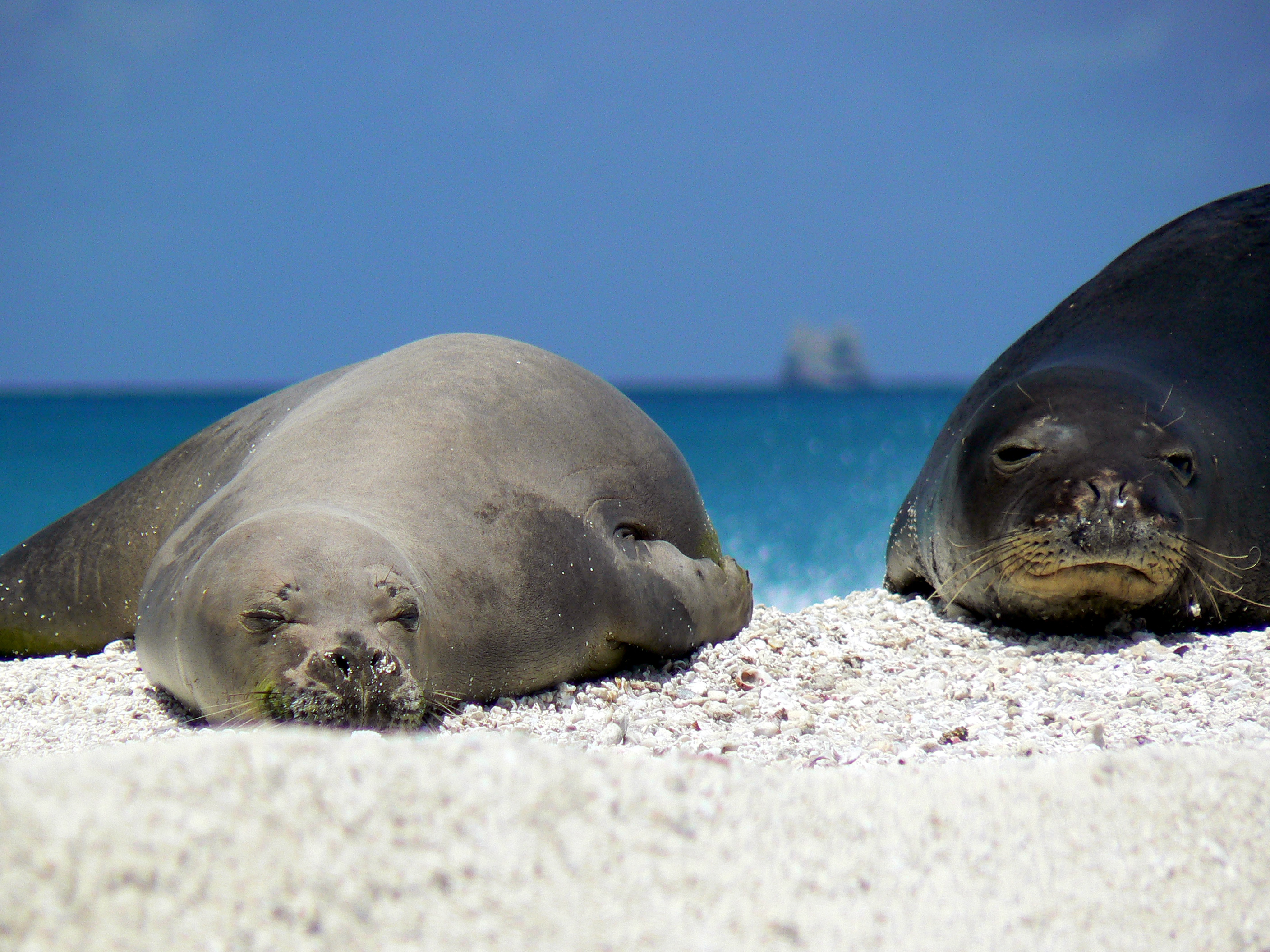
Foca monje de Hawái (Monachus schauinslandi) en el atolón French Frigate Shoals

### Flora y Fauna
El patrimonio natural de Hawái es rico, tanto en tierra como en el mar. Hawái es citado como un punto caliente de biodiversidad dentro de un complejo biogeográfico que incluye la mayor parte de Polinesia y Micronesia. Inicialmente, la fauna terrestre del archipiélago estaba dominada por las aves. De hecho, sólo se encuentran dos mamíferos autóctonos de estas islas, a saber, la foca monje hawaiana (Monachus schauinslandi) y la ʻōpeʻapeʻa (Aeorestes semotus), una especie de murciélago considerada a veces una subespecie. Por otro lado, hay 338 especies de aves, de las cuales 130 son migratorias u ocasionales y 53 fueron introducidas por el hombre. Por no hablar de las 64 especies endémicas, la mitad de las cuales desaparecieron con la llegada de los primeros europeos. En efecto, las especies insulares son muy vulnerables debido a la presión antrópica, la insularización ecológica de los medios naturales relictos y la introducción de numerosas especies que se han convertido o pueden convertirse en invasoras. Los gatos, los perros, las ratas y las mangostas son depredadores especialmente devastadores en los frágiles entornos insulares.
Hawái es el único estado de EE. UU. con una selva tropical. La flora hawaiana también es muy rica. Hay aproximadamente 1.400 especies de plantas vasculares, el 90% de las cuales son endémicas. Una actualización de 2016 de la Lista Roja de la UICN confirmó un creciente riesgo de extinción para las especies autóctonas. Desde principios del siglo XX, se han extinguido 79 especies de plantas en Hawái, principalmente debido a la deforestación. A ello se suma la presión de herbívoros importados como cabras, cerdos y ciervos que causan estragos al consumir especies autóctonas. 

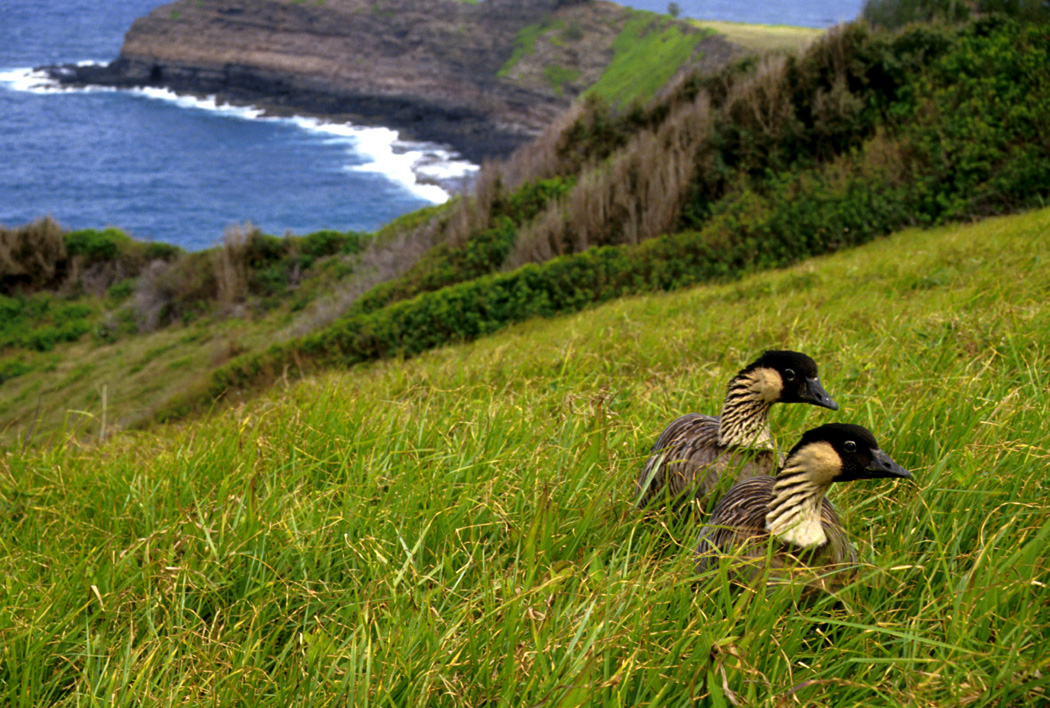
Pareja de gansos Branta sandvicensis en el Refugio Nacional de Vida Silvestre de Kilauea Point

En junio de 2006, tras ver la película de Jean-Michel Cousteau "Viaje a Kure", el presidente George W. Bush declaró las islas del noroeste de Hawái monumento nacional. Estas islas serán la mayor zona marina protegida del mundo, protegida de la pesca comercial. Con una superficie de más de 350.000 km2, este nuevo monumento nacional se extiende a lo largo de casi 2.300 km, incluye una docena de islas deshabitadas y un centenar de atolones y alberga numerosas especies en peligro de extinción.
En los últimos años, Hawái ha experimentado los efectos del cambio climático con una proliferación de fenómenos naturales extremos. El programa Hawái Sostenible pretende formular objetivos y acciones para lograr un 100% de energía limpia y renovable en 2045, así como acciones para proteger las cuencas hidrográficas. El programa también es importante en la lucha contra las especies invasoras para proteger y preservar el ecosistema único del archipiélago. El 15 de junio de 2006, Estados Unidos creó la mayor y más extensa zona marina protegida frente a las islas noroccidentales de Hawái. 
El Monumento Nacional Marino de las Islas Noroccidentales de Hawái abarca aproximadamente 36 millones de hectáreas de océano, incluidos 1,16 millones de hectáreas de arrecifes de coral que albergan más de 7.000 especies marinas (alrededor del 25% endémicas). 1.400 focas hawaianas, las últimas de esta especie en peligro, y cerca del 90% de las tortugas verdes de Hawái (también en peligro). Presencia de la palmera hawaiana, endémica y en peligro de extinción. Se espera que el tráfico de embarcaciones no autorizadas, la extracción de material marino, el vertido de residuos e incluso la pesca comercial desaparezcan en cinco años, junto con las actividades comerciales y turísticas, según la Casa Blanca.

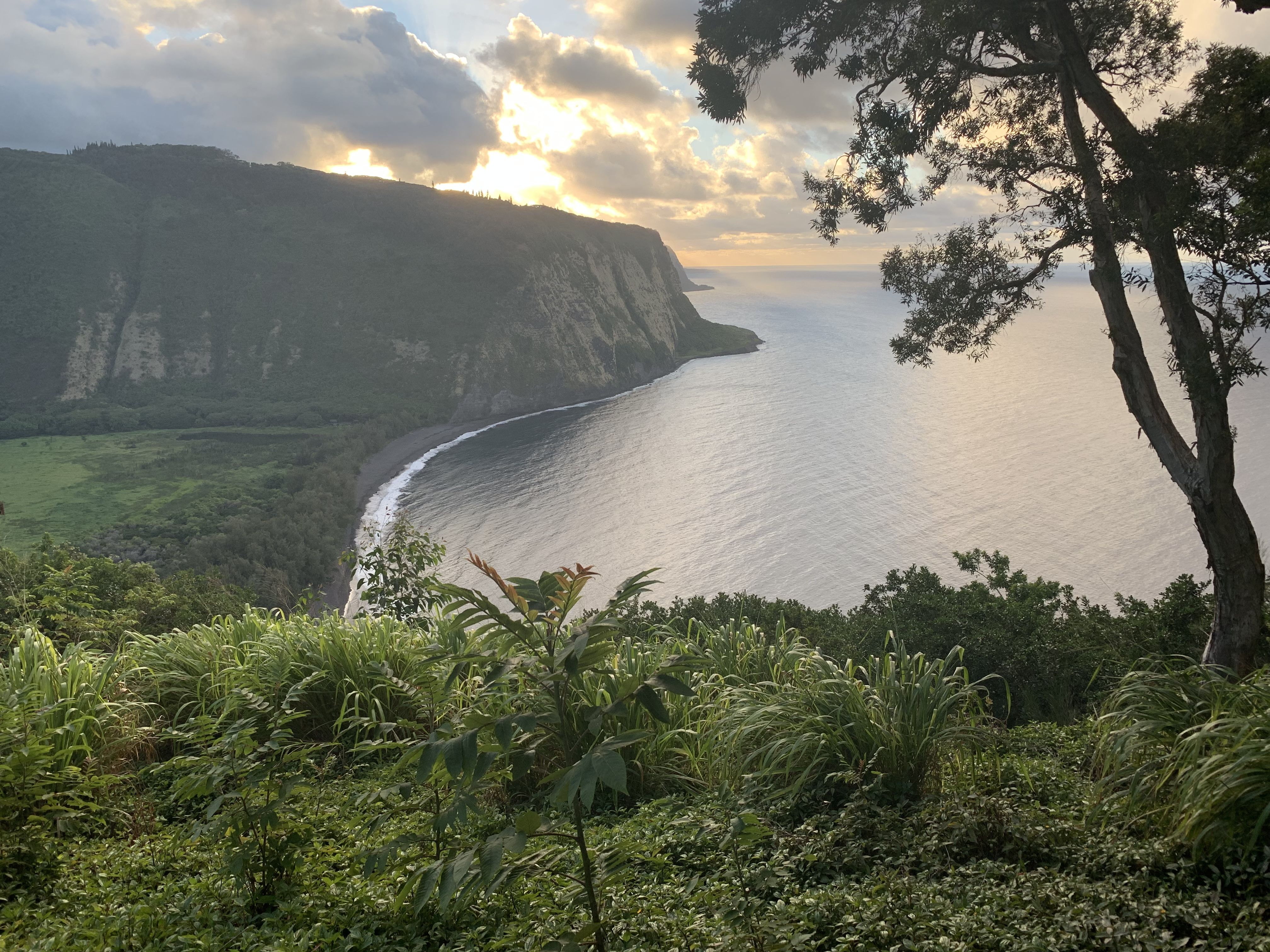
Valle de Waipiʻo al atardecer

Tras el desastre nuclear de Fukushima, Hawái fue considerada entre las primeras zonas terrestres habitadas y remotas de Japón potencialmente afectadas por la lluvia radiactiva del accidente de marzo de 2011. Las autoridades estadounidenses y la prensa se apresuraron a tranquilizar a la población para que no se apresurara a almacenar píldoras de yodo, aunque algunos expertos sugirieron que, no obstante, la población debía permanecer alerta. La red nacional RadNet de la EPA detectó radionucleidos en la leche; cesio 134 (24 picocurios por litro) y cesio 137 (19 picocurios por litro), así como yodo 131 (18 picocurios por litro) en la leche local muestreada el 4 de abril de 2011. En esa fecha, la radiactividad estaba muy por debajo de los niveles de acción de la EPA. La bioacumulación por hongos o moluscos filtradores (ostras, mejillones, berberechos, etc.) es localmente posible en los próximos meses o años. En junio de 2011, el proyecto FLEXPART del NILU (Instituto Noruego de Investigación Atmosférica) dejó de elaborar su modelización de la trayectoria de las nubes en el hemisferio norte debido a la falta de acceso a las fuentes de emisión.

### Cuestiones medioambientales
Durante décadas, Hawái ha albergado más espacio militar estadounidense que cualquier otro territorio o estado. Este historial de actividad militar ha afectado gravemente a la salud medioambiental del archipiélago hawaiano, degradando sus playas y su suelo, y haciendo que algunos lugares sean totalmente inseguros debido a las municiones sin detonar. Según la académica Winona LaDuke: "La vasta militarización de Hawái ha dañado profundamente la tierra. Según la Agencia de Protección Medioambiental, hay más vertederos federales de residuos peligrosos en Hawái -31- que en cualquier otro estado de EE.UU." El representante del Estado de Hawái Roy Takumi escribe en "Challenging U.S. Militarism in Hawai'i and Okinawa" que estas bases militares y vertederos de residuos peligrosos han supuesto "la confiscación de grandes extensiones de tierra a los pueblos nativos" y cita al fallecido activista hawaiano George Helm preguntando: "¿Qué es la defensa nacional cuando lo que se destruye es precisamente lo que los militares deben defender, la tierra sagrada de Hawai?". Los indígenas hawaianos contemporáneos siguen protestando por la ocupación de sus tierras y la degradación medioambiental debida al aumento de la militarización tras el 11-S.

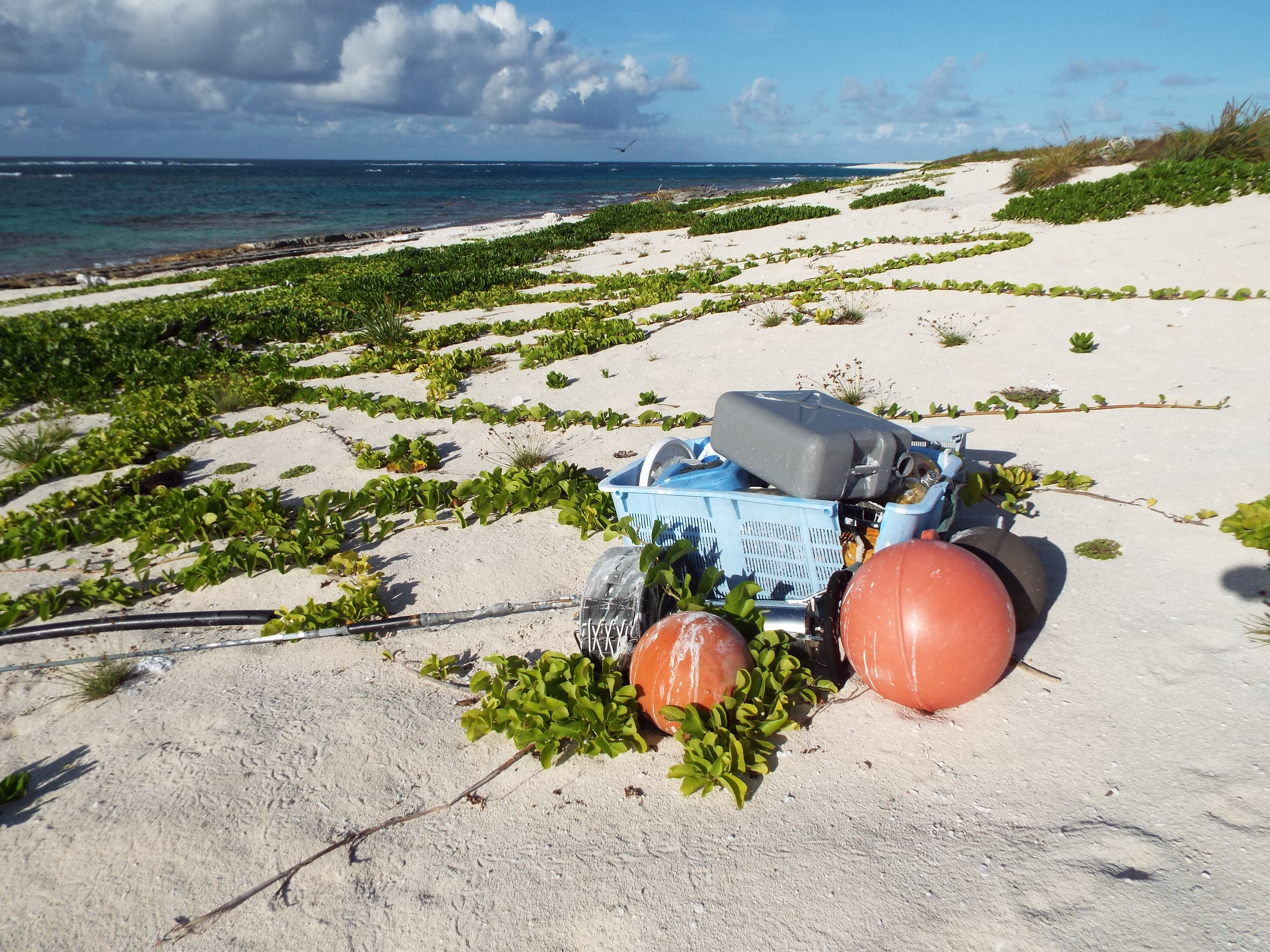
Desechos marinos en la costa de Laysan Hawái

Tras el auge de las plantaciones de caña de azúcar a mediados del siglo XIX, la ecología de la isla cambió radicalmente. Las plantaciones necesitan grandes cantidades de agua, y los propietarios europeos y estadounidenses transformaron la tierra para poder acceder a ella, principalmente construyendo túneles para desviar el agua de las montañas a las plantaciones, embalses y pozos. Estos cambios han tenido un impacto duradero en la tierra y siguen contribuyendo a la escasez de recursos para los hawaianos nativos.
Según la científica y académica de Stanford Sibyl Diver, los indígenas hawaianos mantienen una relación recíproca con la tierra, "basada en principios de cuidado mutuo, reciprocidad y reparto". Esta relación garantiza la longevidad, la sostenibilidad y los ciclos naturales de crecimiento y decadencia, además de cultivar un sentido de respeto por la tierra y humildad hacia el lugar que uno ocupa en un ecosistema.
La continua expansión de la industria turística y su presión sobre los sistemas locales de ecología, tradición cultural e infraestructuras está creando un conflicto entre la salud económica y la medioambiental. En 2020, el Centro para la Diversidad Biológica informó sobre la contaminación por plásticos de la playa de Kamilo, en Hawái, citando "enormes pilas de residuos plásticos". Las especies invasoras se están extendiendo, y la escorrentía de productos químicos y patógenos está contaminando las aguas subterráneas y costeras.

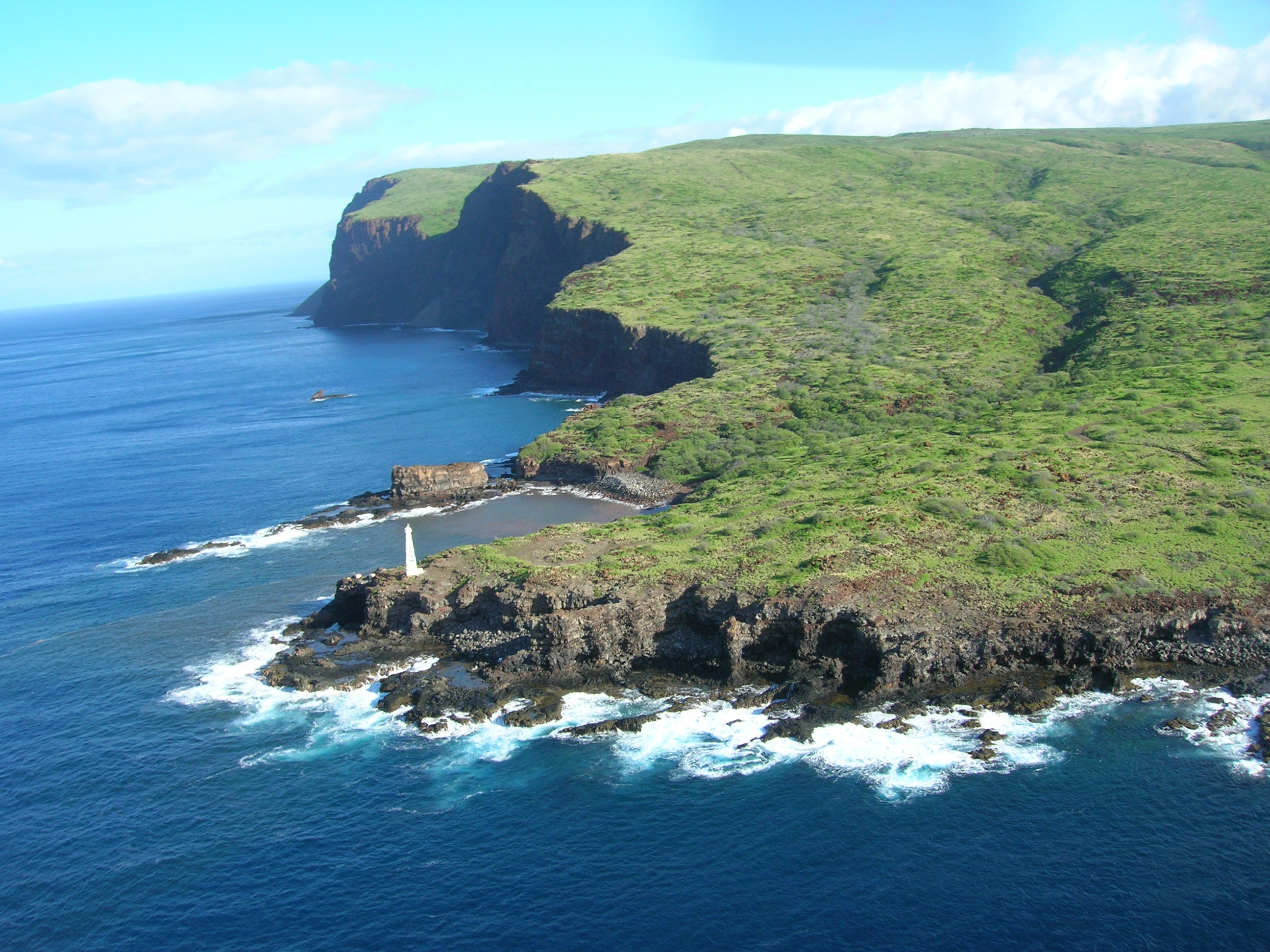
Erosión costera en Maui, Hawái

### Erosión
El segundo ciclo geológico importante, que afecta a la cadena de islas de Hawái, tiene lugar en contraste con el vulcanismo en un lapso de tiempo más corto de solo unos pocos millones de años. La meteorización y la erosión transforman los paisajes volcánicos en selvas tropicales, fértiles tierras de cultivo y playas de guijarros. Mientras que las olas han molido el flujo de lava en la playa de Kaimu (Isla Grande), que fluyó y se solidificó aquí hace más de 250 años, en gránulos negros, las playas de las islas del noroeste, como O'ahu, ya son blancas.
Las islas más occidentales han reducido las montañas volcánicas a copas de roca como resultado de los procesos de erosión, como Tanager Peak en la isla de Nihoa y Miller's Peak. Nihoa hoy parece un iceberg en el océano, ya que la mayor parte de su volcán en escudo, que una vez se elevó varios miles de metros sobre el nivel del mar al igual que Mauna Kea, ahora se encuentra bajo el agua. Aquí se han acumulado guijarros y arena de las laderas de las montañas volcánicas, y actualmente se está construyendo lentamente un arrecife de coral. El extremo oeste de Hawái se ha erosionado en atolones con lagunas azules e islas circulares de arena como Laysan y Midway.

## Política y gobierno

### Gobierno del estado

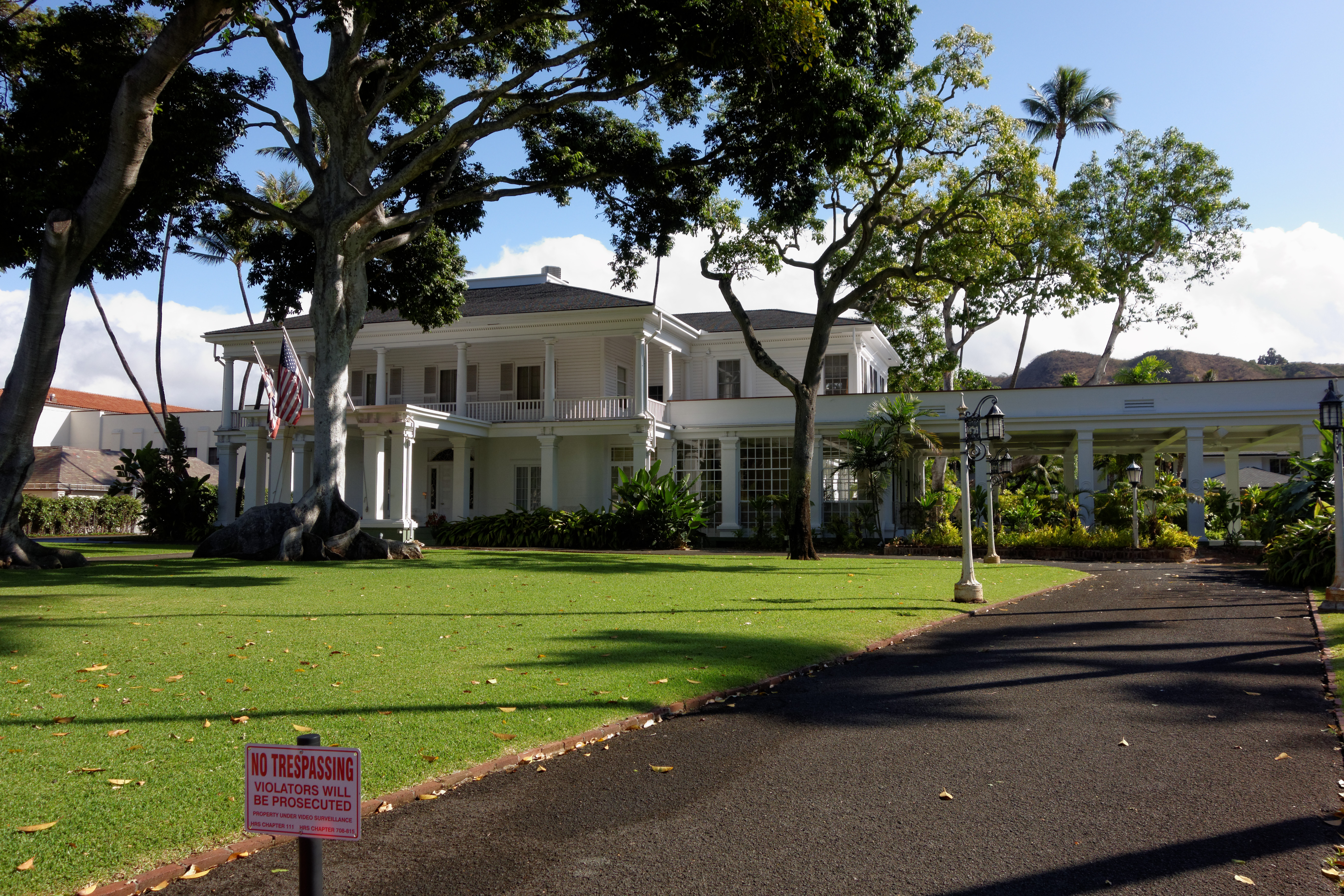
Washington Place, en este palacio fue detenida en 1893 la reina Liliʻuokalani la última monarca de Hawái. Más tarde se convirtió en la residencia oficial del gobernador

El gobierno estatal de Hawái sigue el modelo del gobierno federal estadounidense con adaptaciones originadas en la época del desaparecido reino hawaiano. La Constitución hawaiana establece tres poderes: ejecutivo, legislativo y judicial. El poder ejecutivo está dirigido por el gobernador de Hawái, que es asistido por el Vicegobernador de Hawái, ambos elegidos en la misma candidatura. El gobernador es el único cargo público elegido en todo el estado; todos los demás son nombrados por el gobernador. El vicegobernador actúa como Secretario de Estado. El gobernador y el vicegobernador supervisan veinte agencias y departamentos desde sus oficinas en el Capitolio del Estado. La residencia oficial del gobernador es Washington Place.
El poder legislativo está formado por la Legislatura del Estado de Hawái, bicameral, compuesta por la Cámara de Representantes de Hawái, de 51 miembros, dirigida por el presidente de la Cámara, y el Senado de Hawái, de 25 miembros, dirigido por el presidente del Senado. La Legislatura se reúne en el Capitolio del Estado. El poder judicial unificado de Hawái es el Poder Judicial del Estado de Hawái. El más alto tribunal del estado es el Tribunal Supremo de Hawái, que utiliza Aliʻiōlani Hale como despacho.

### Representación en el gobierno federal
Hawái está representado en el Congreso de los Estados Unidos por dos senadores y dos representantes. A partir de 2023, los cuatro escaños están ocupados por demócratas. El ex representante Ed Case fue elegido en 2018 para el 1.º distrito congresual. Jill Tokuda representa el 2.º distrito congresual, que representa al resto del estado, en gran parte rural y semirrural.
Brian Schatz es el senador principal de los Estados Unidos por Hawái. Fue nombrado para el cargo el 26 de diciembre de 2012 por el gobernador Neil Abercrombie, tras el fallecimiento del anterior senador Daniel Inouye. La senadora de menor rango del estado es Mazie Hirono, antigua representante del segundo distrito del Congreso. Hirono es la primera senadora asiático-americana y la primera senadora budista. Hawái sufrió el mayor cambio de antigüedad entre el 112.º y el 113.º Congreso. El estado pasó de una delegación formada por senadores que ocupaban los puestos primero y vigésimo primero en antigüedad a sus respectivos sustitutos, los relativamente recién llegados Schatz e Hirono.
Los funcionarios federales en Hawái tienen su sede en el edificio federal Prince Kūhiō, cerca de la Torre Aloha y del puerto de Honolulu. La Oficina Federal de Investigación, el Servicio de Impuestos Internos y el Servicio Secreto mantienen allí sus oficinas; el edificio es también la sede del Tribunal Federal de Distrito para el distrito de Hawái y del fiscal de los Estados Unidos para el distrito de Hawái.

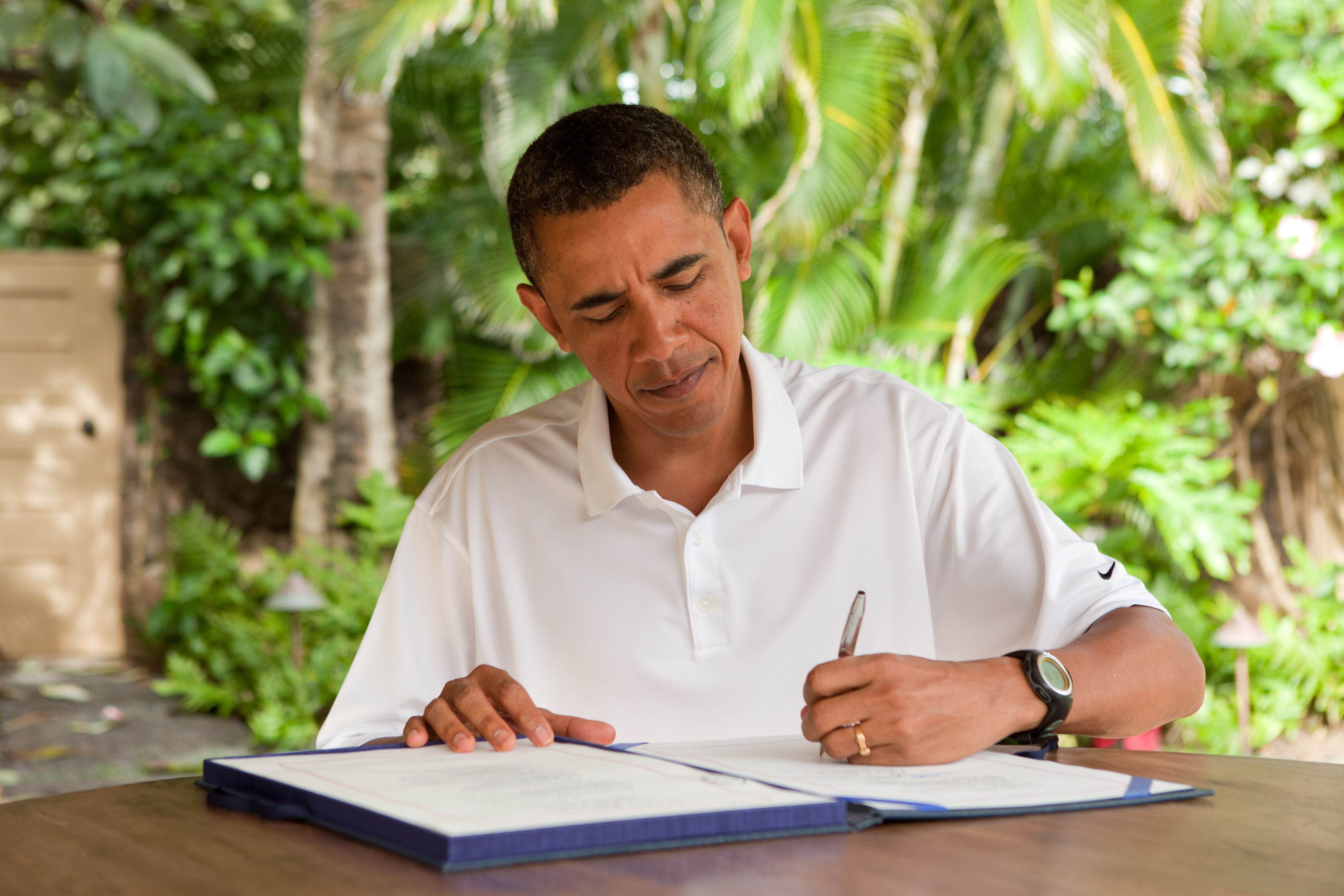
Barack Obama fue el primer hawaiano en ser electo presidente de Estados Unidos

### Política partidista
Desde que obtuvo la condición de estado y participó en sus primeras elecciones en 1960, Hawái ha apoyado a los demócratas en todas las elecciones presidenciales excepto en dos: 1972 y 1984, en las que los republicanos Richard Nixon y Ronald Reagan obtuvieron sendas victorias aplastantes. En el tiempo que Hawái ha sido estado, solo Minnesota ha apoyado menos veces a candidatos republicanos en elecciones presidenciales. El Cook Partisan Voting Index de 2016 sitúa a Hawái como el estado más demócrata del país.
Hawái no ha elegido a un republicano para representar al estado en el Senado estadounidense desde Hiram Fong en 1970; desde 1977, los dos senadores estadounidenses del estado han sido demócratas.
En 2004, John Kerry ganó los cuatro votos electorales del estado por un margen de nueve puntos porcentuales, con el 54% de los votos. Todos los condados apoyaron al candidato demócrata. En 1964, el candidato a hijo predilecto, el senador hawaiano Hiram Fong, buscó la nominación presidencial republicana, mientras que Patsy Mink se presentó a las primarias de Oregón en 1972.
Barack Obama, nacido en Honolulú y entonces senador por Illinois, fue elegido 44.º presidente de Estados Unidos el 4 de noviembre de 2008 y reelegido para un segundo mandato el 6 de noviembre de 2012. Obama había ganado el caucus demócrata de Hawái el 19 de febrero de 2008, con el 76% de los votos. Fue el tercer candidato nacido en Hawái que aspiraba a la nominación de un partido importante, el primer candidato presidencial y el primer presidente de Hawái.
En un estudio realizado en 2020, Hawái fue clasificado como el sexto estado en el que los ciudadanos votan con más facilidad.

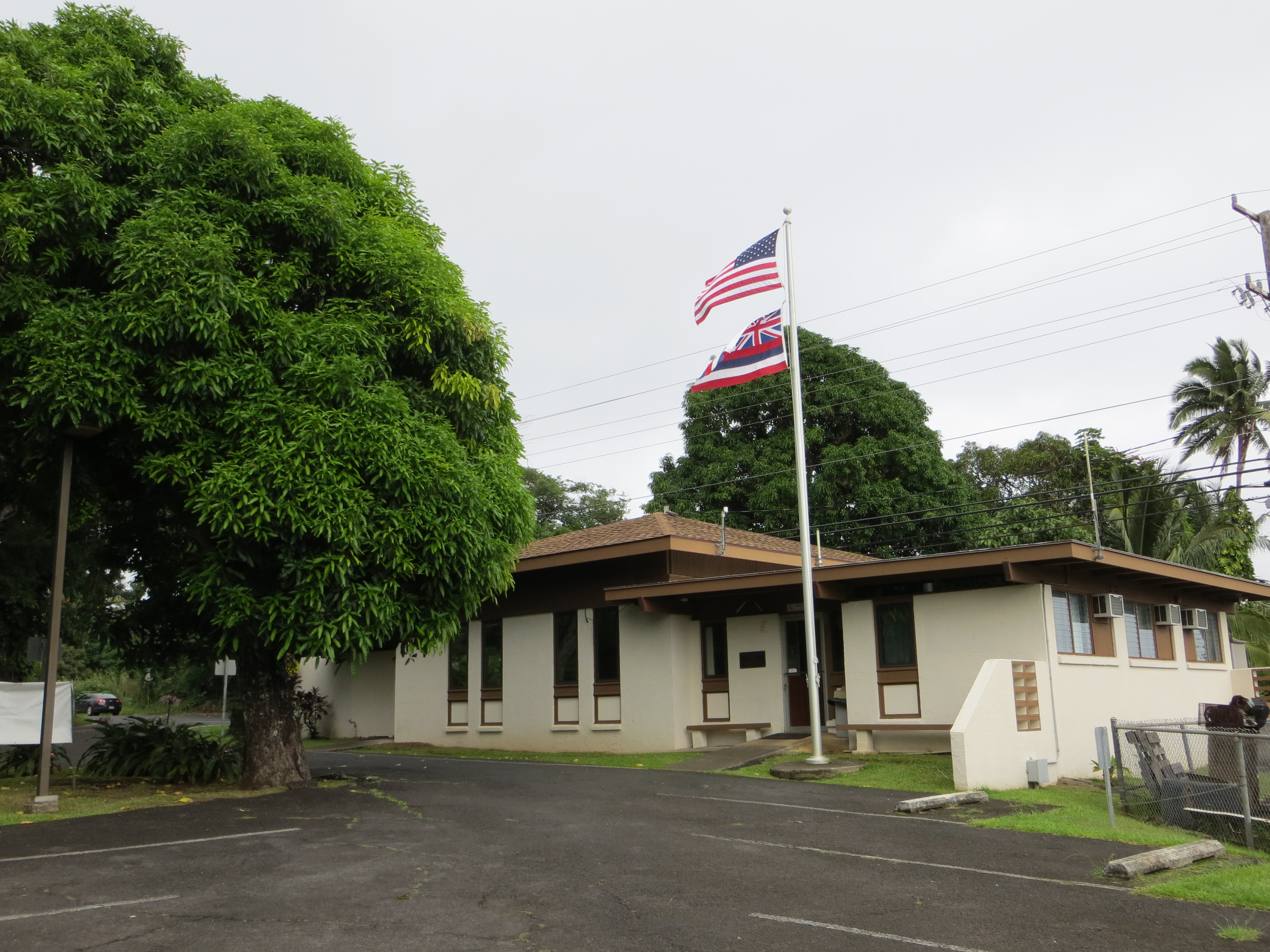
Estación de Policía en Maui

### Aplicación de la ley
Hawái cuenta con un departamento estatal de sheriff dependiente de su Departamento de Seguridad Pública que proporciona protección policial a los edificios gubernamentales y al Aeropuerto Internacional Daniel K. Inouye, así como servicios penitenciarios a todos los centros correccionales propiedad del estado.
Los condados tienen sus respectivos departamentos de policía con sus propias jurisdicciones:

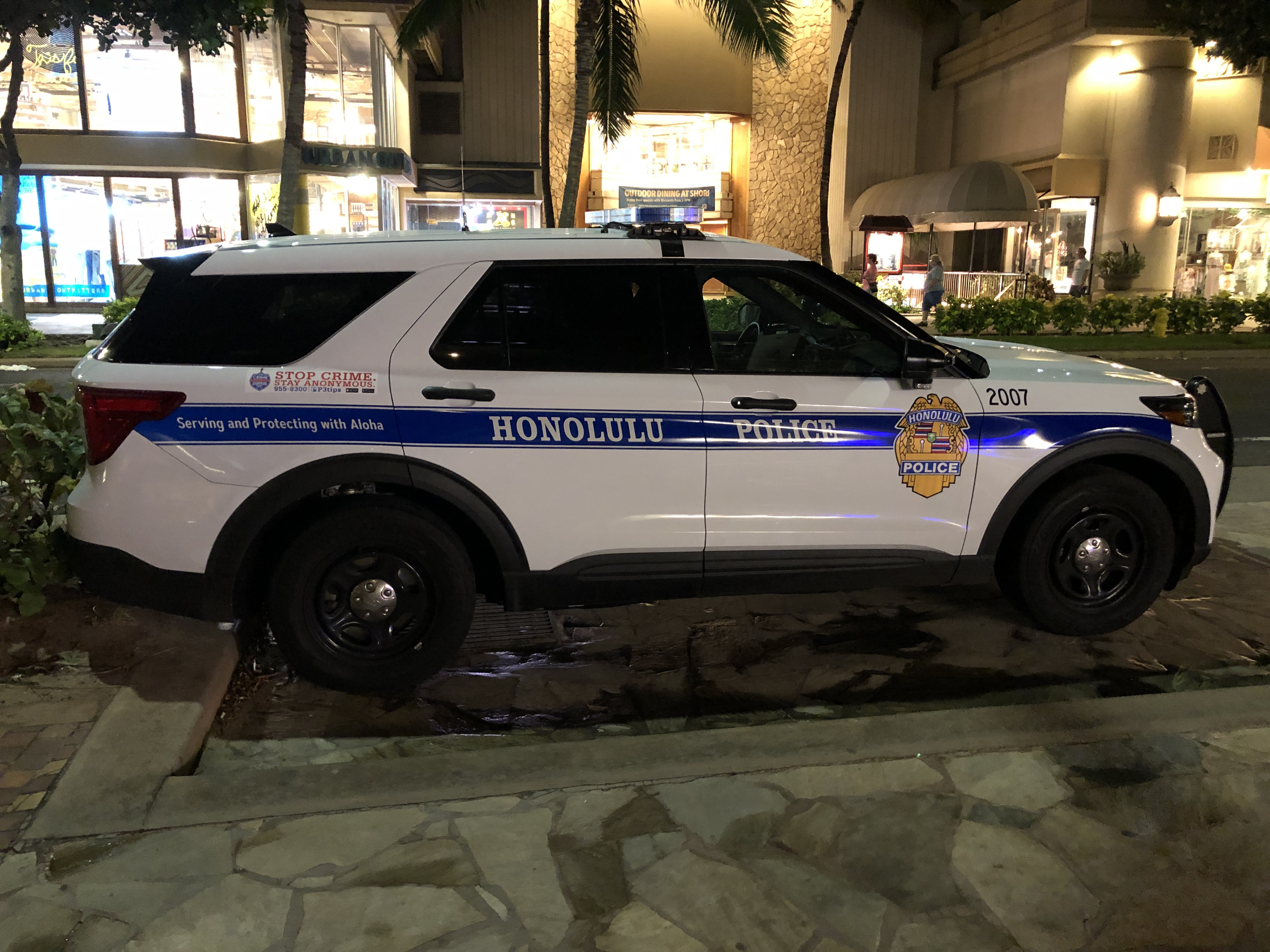
Vehículo del Departamento de Policía de Honolulu

- Departamento de Policía del Condado de Kauai para la isla de Kauai
- Departamento de Policía de Honolulu para Oahu
- Departamento de Policía del Condado de Maui para Molokai, Maui y Lanai
- Vehículo del Departamento de Policía de Honolulu Departamento de Policía del Condado de Hawái para la Isla Grande

Los servicios forenses para todas las agencias del estado son proporcionados por el Departamento de Policía de Honolulu.
En enero de 2022, las autoridades estatales propusieron una ley que escindiría el departamento del sheriff del Departamento de Seguridad Pública y lo consolidaría con la división de investigación criminal del Departamento del Fiscal General para crear un nuevo Departamento de Cumplimiento de la Ley que crearía una agencia policial estatal con capacidad para investigar delitos.

### Condados
Hawái está compuesta por 8 islas principales, reunidas en 5 condados:
- Condado de Hawái
- Ciudad y condado de Honolulu
- Condado de Kalawao
- Condado de Kauai
- Condado de Maui

### Ciudades y localidades importantes

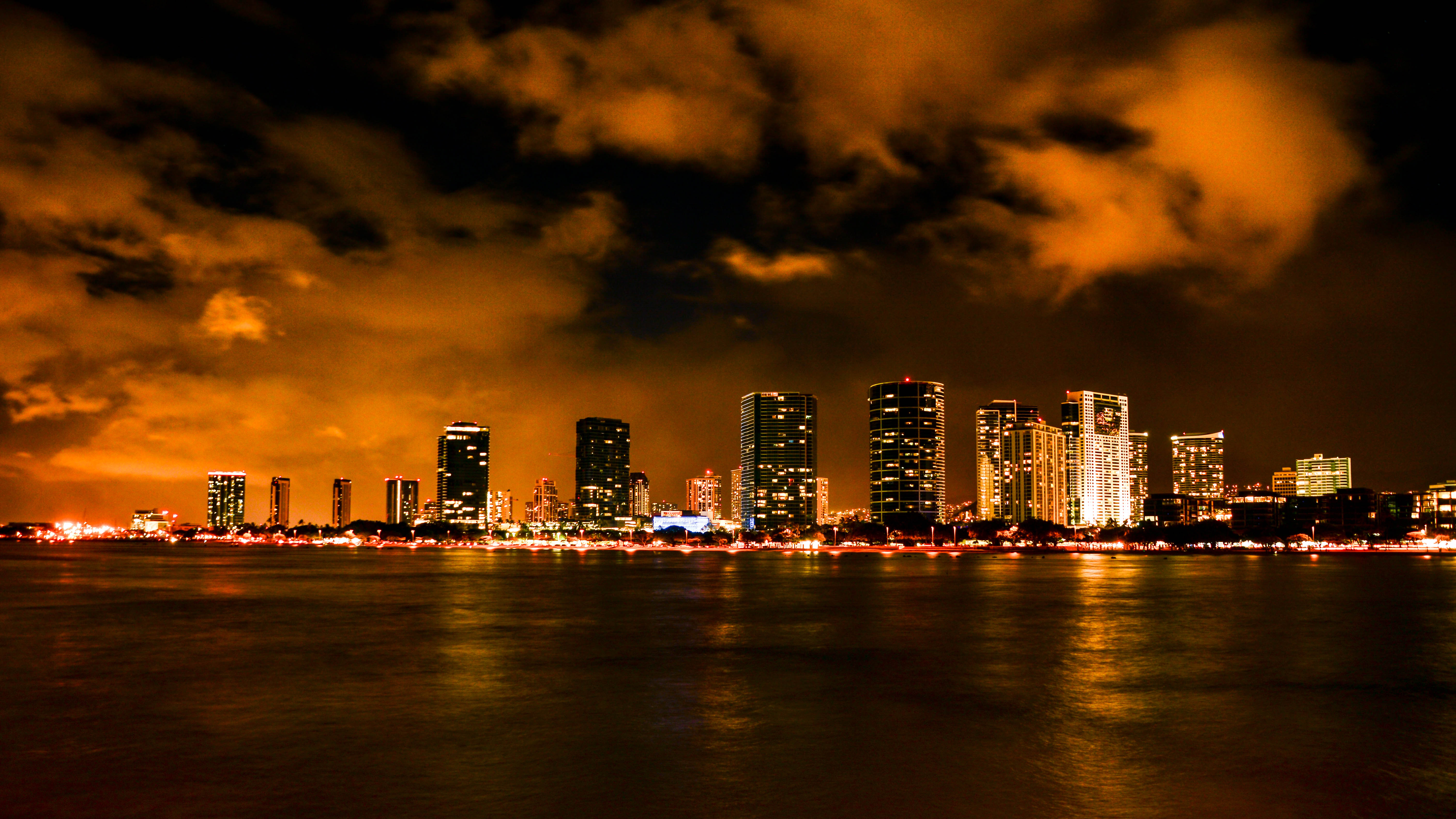
Honolulu.

El traslado de la familia real hawaiana desde la isla de Hawái a Maui y posteriormente a Oahu, explica que determinados núcleos de población se encuentren donde están hoy. La principal urbe, Honolulu, fue la escogida por el rey Kamehameha III como capital de su reino, gracias a su puerto natural. Actualmente, este es el puerto de Honolulu.
Así pues, la mayor ciudad es la capital, Honolulu, situada en la costa sudeste de la isla de Oahu. Otros núcleos destacados de población son Hilo, Kaneohe (Kāneʻohe), Kailua, Pearl City, Kahului, Kailua-Kona, Kihei (Kīhei), y Lihue (Līhuʻe).

### Estatus de la soberanía hawaiana
Mientras que Hawái es reconocido internacionalmente como un estado de los Estados Unidos, al mismo tiempo que es ampliamente aceptado como tal en el entendimiento general, la legalidad de este estatus ha sido planteada en el Tribunal de distrito de EE. UU., las Naciones Unidas y otros foros internacionales. A nivel nacional, el debate es un tema abordado en el plan de estudios de Escuelas de Kamehameha, en la Universidad de Hawái en Mānoa, el 29 de septiembre de 2015 el Departamento del Interior anunció un procedimiento para reconocer a un gobierno de los hawaianos nativos.

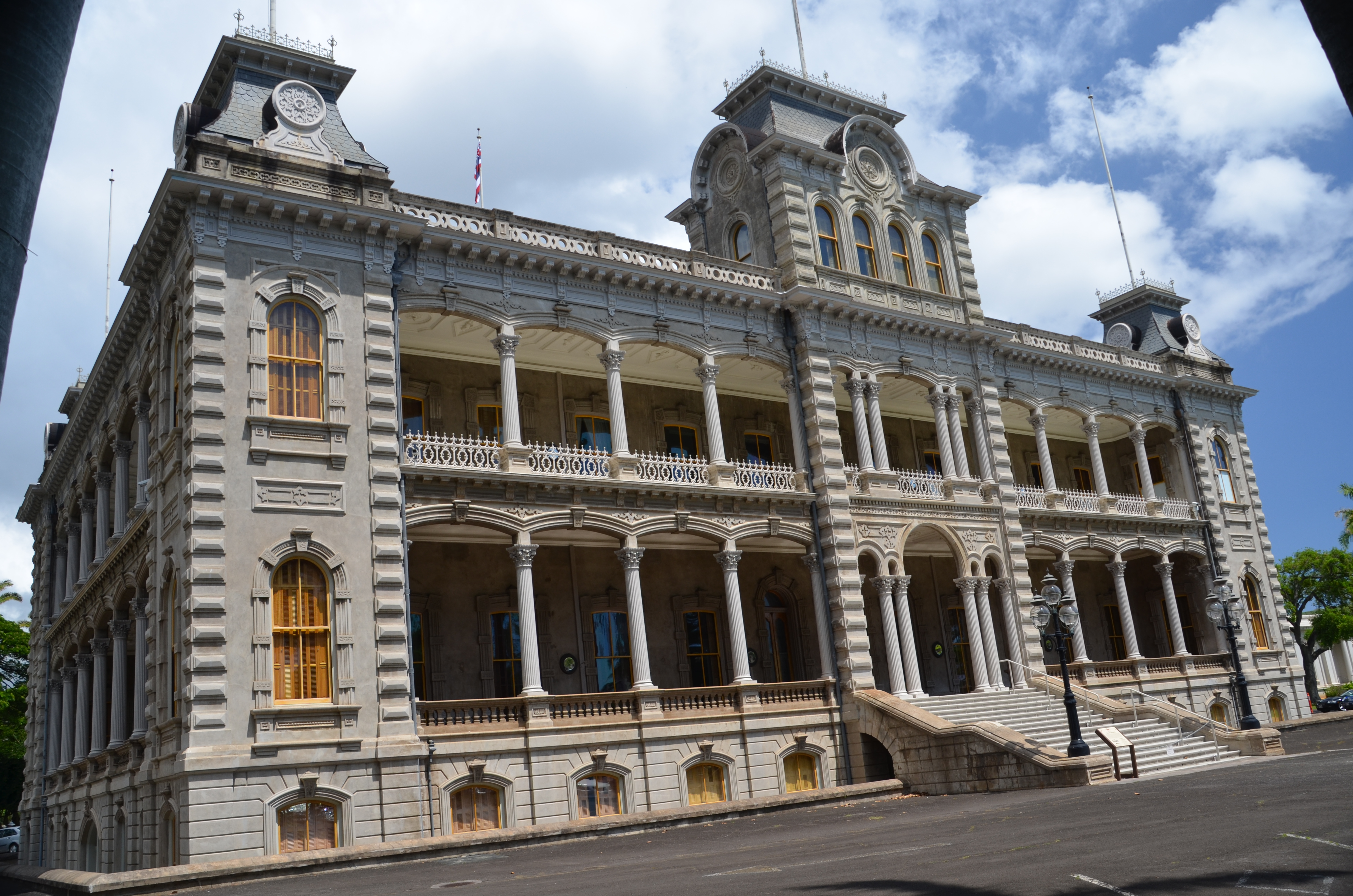
El Palacio 'Iolani la ultima sede de la monarquía del desaparecido Reino de Hawái. La construcción finalizó en 1882 durante el mandato del rey Kalākaua. Sirvió de residencia oficial hasta 1893.

### Movimiento hawaiano de la soberanía
Las organizaciones políticas que buscan alguna forma de soberanía para Hawái han estado activas desde la década de 1880. En general, se centran en la autodeterminación y el autogobierno, ya sea para Hawái como una nación independiente (en muchas propuestas, para los «nacionales hawaianos» que son descendientes de los sujetos del Reino de Hawái o declarándose como tales por elección), o para las personas de toda o parte de la ascendencia nativa de Hawái en una relación indígena «nación a nación» similar a la soberanía tribal, pero con el reconocimiento federal de los hawaianos nativos. Una encuesta del Instituto Grassroot de 2005 encontró que la mayoría de los residentes hawaianos se oponían al proyecto de ley de Akaka.
Algunos grupos también abogan por alguna forma de reparación de los Estados Unidos para el derrocamiento del Reino de Hawái y la Reina Lili'uokalani en 1893, y por lo que se describe como una prolongada ocupación militar que comenzó con la anexión de 1898. El movimiento considera generalmente el derrocamiento y la anexión como ilegal, con la Resolución de Disculpa (Ley Pública de los Estados Unidos 103-150) aprobada por el congreso de los EE. UU. en 1993 citado como un ímpetu importante por el movimiento para la soberanía hawaiana. El movimiento de soberanía considera a Hawái como una nación ilegalmente ocupada.

## Economía

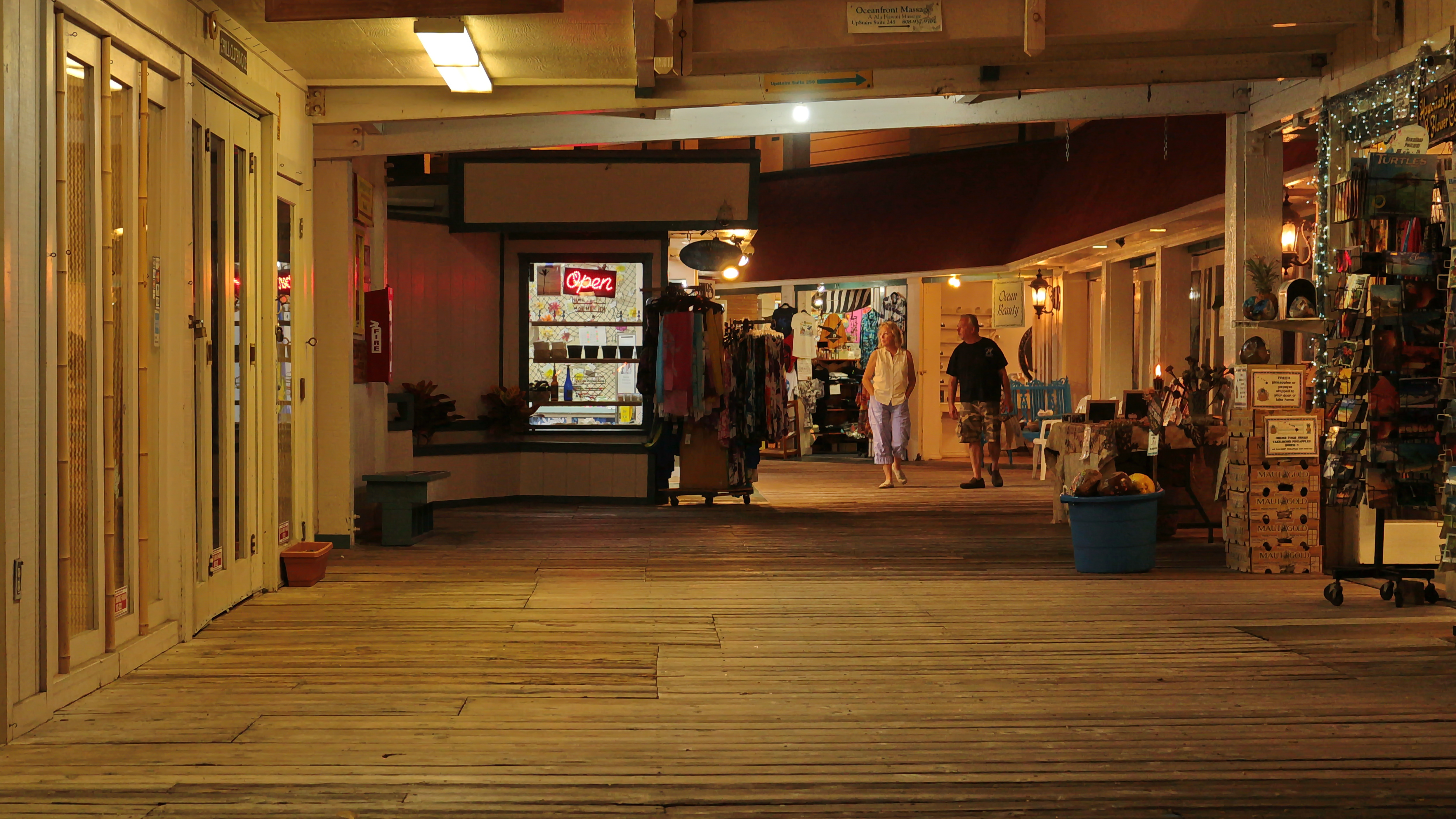
Centro comercial Kona Inn Shopping Village, en el condado de Hawái.

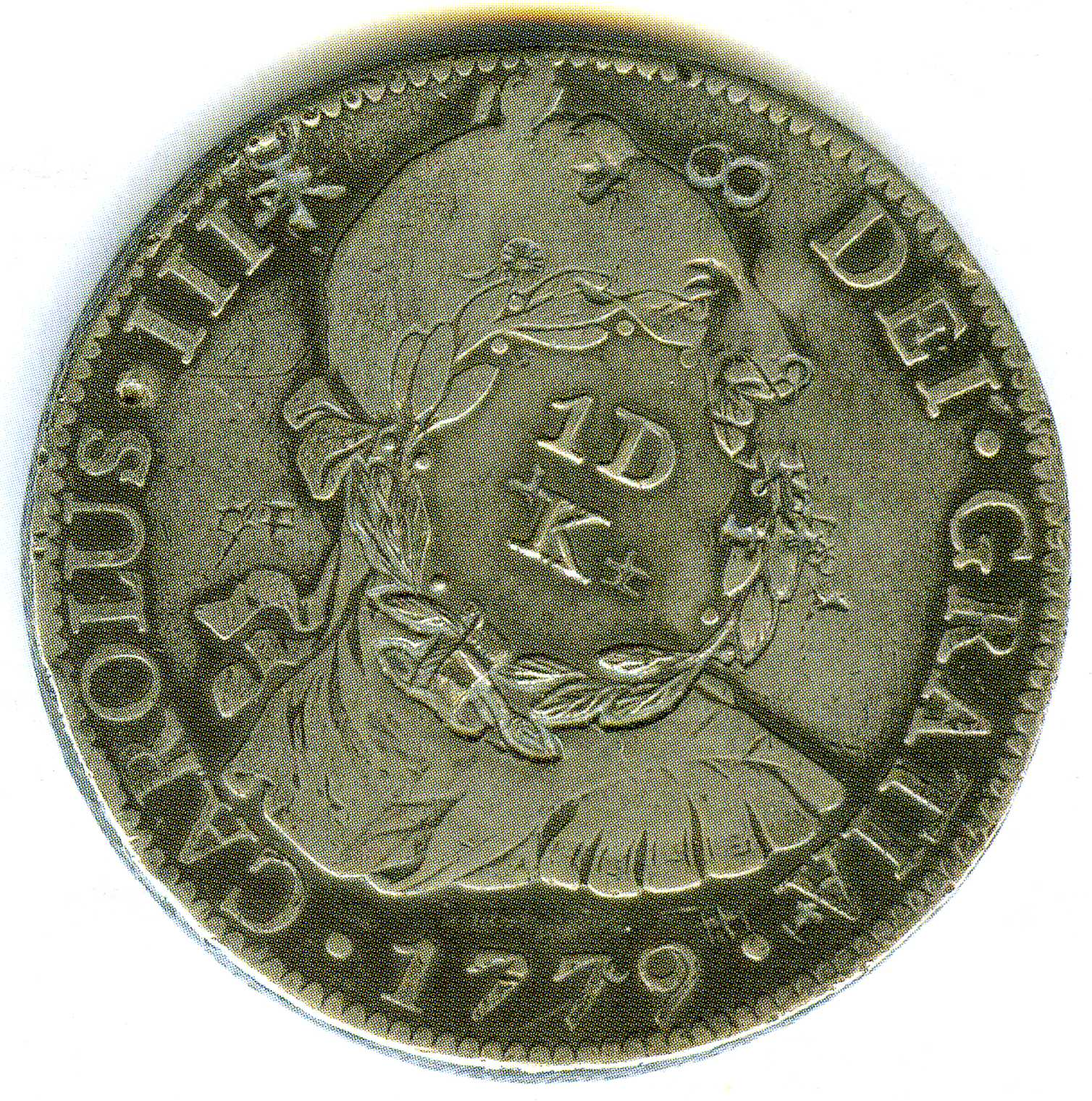
Moneda española de Carlos III utilizada en Hawái que lleva contramarcada su valor y la letra «K» dentro de una corona de laurel

Durante los siglos XVII y XVIII las únicas monedas que circularon por todo el territorio fueron las españolas llevadas por los navegantes y conquistadores que recorrían el océano Pacífico. Luego, a principios del siglo XIX, el comercio se abrió para estas lejanas islas, y los buques balleneros y los predicadores estadounidenses no faltaron en sus costas. La gran afluencia de estos nuevos visitantes multiplicó rápidamente el número de transacciones comerciales, cambio que la débil economía de la región no pudo afrontar debido a la falta de monedas en circulación. Fue entonces cuando se permitió el uso de monedas extranjeras para el pago de mercancías, las cuales fueron contramarcadas con un punzón circular que llevaba la letra “K” (que hacía referencia al rey Kamehameha) y la palabra “DALA” (dólar) dentro de una corona de laurel. Esta marca fue estampada sobre reales de a ocho españoles y republicanos de la ceca de México antes de 1883. El tipo de laurel utilizado en esta contramarca recuerda a los antiguos centavos estadounidenses (1840-1860). La Casa de Moneda de San Francisco acuñó piezas por encargo en 1883, desde 10 centavos a 1 dólar en plata de ley de 900 milésimas, que circularon en Hawái hasta el año 1900, cuando estas monedas fueron retiradas de la circulación y fundidas.
En la actualidad la economía de Hawái se basa sobre todo en el turismo, poseyendo una importante infraestructura hotelera. Anteriormente la economía se centraba en las actividades militares. Con el tiempo esto ha cambiado y ahora es un centro turístico reconocido. Otras industrias también desempeñan un papel pequeño en la economía de Hawái, esto debido a la distancia de envío a mercados viables, tales como la costa oeste de los Estados Unidos. Las exportaciones de alimentos del estado incluyen café, macadamia, piña, ganado, caña de azúcar y miel. Como en todo estado estadounidense, la moneda de curso legal es el dólar.

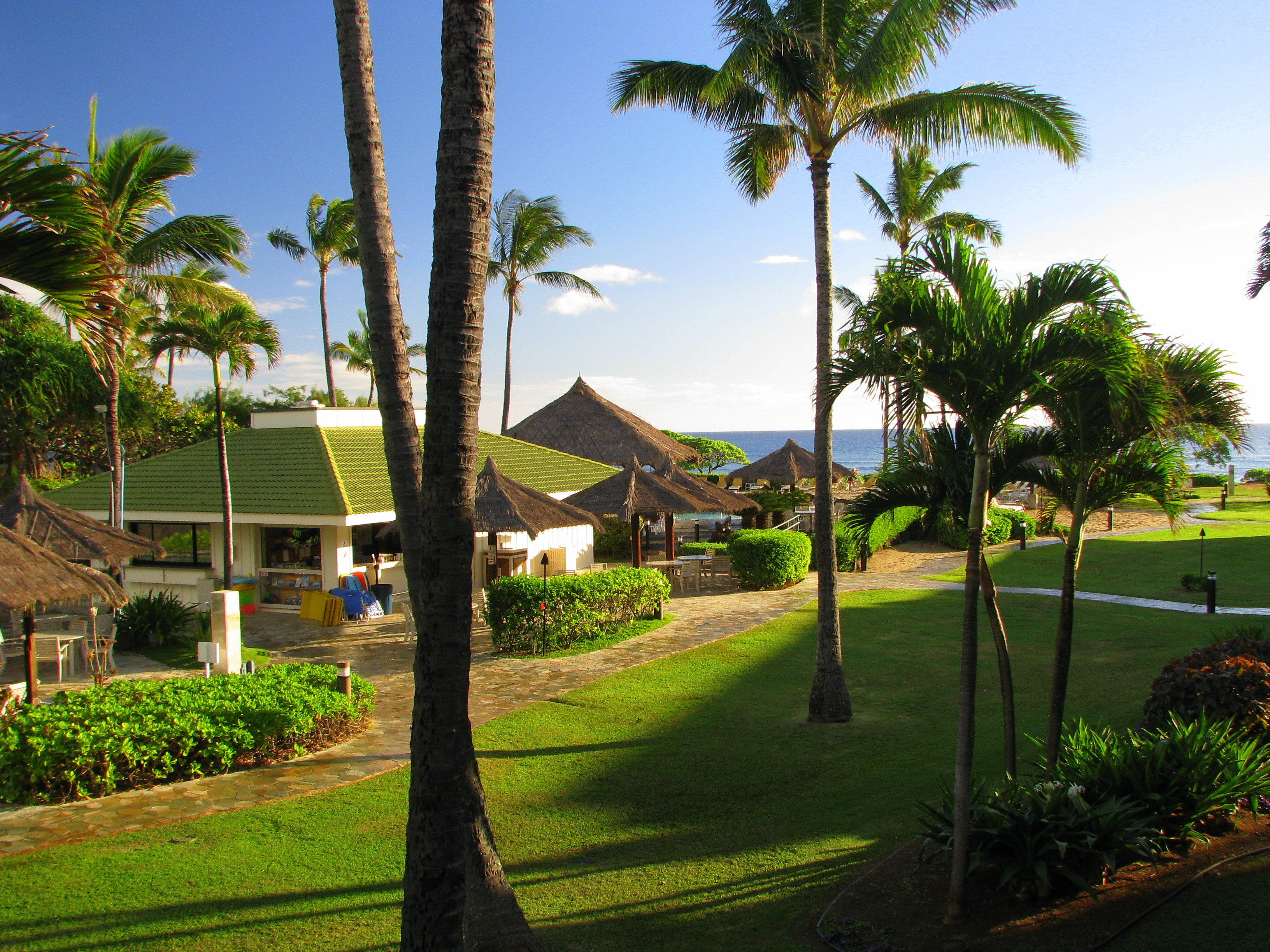
Uno de los complejos turísticos de Hawái

### Turismo
El turismo es una parte importante de la economía hawaiana, ya que representa ¼ de la economía. Según el Hawaii Tourism: 2019 Annual Visitor Research Report, en 2019 llegaron un total de 10 386 673 visitantes, lo que supuso un aumento del 5 % respecto al año anterior, con unos gastos de casi 18 000 millones de dólares. En 2019, el turismo proporcionó más de 216 000 puestos de trabajo en todo el estado y contribuyó con más de 2 000 millones de dólares en ingresos fiscales Debido al clima templado durante todo el año, los viajes turísticos son populares durante todo el año. Turistas de todo el mundo visitaron Hawái en 2019, con más de 1 millón de turistas del este de Estados Unidos, casi 2 millones de turistas japoneses y casi 500 000 turistas canadienses.
Fue con la estadidad en 1959 cuando la industria turística hawaiana comenzó a crecer.
Según la estudiosa hawaiana Haunani-Kay Trask, el turismo en Hawái ha llevado a la mercantilización y explotación de la cultura hawaiana, dando lugar a insidiosas formas de "prostitución cultural". Hawái se ha utilizado para alimentar ideas de evasión, pero el turismo en Hawái ignora el daño que sufren los kanakas y los lugareños. Tradiciones culturales como el hula se han convertido en "ornamentales... una forma de exotismo" para los turistas, como forma de que las grandes empresas y los propietarios de tierras obtengan beneficios a costa de la explotación del pueblo y la cultura hawaianos.

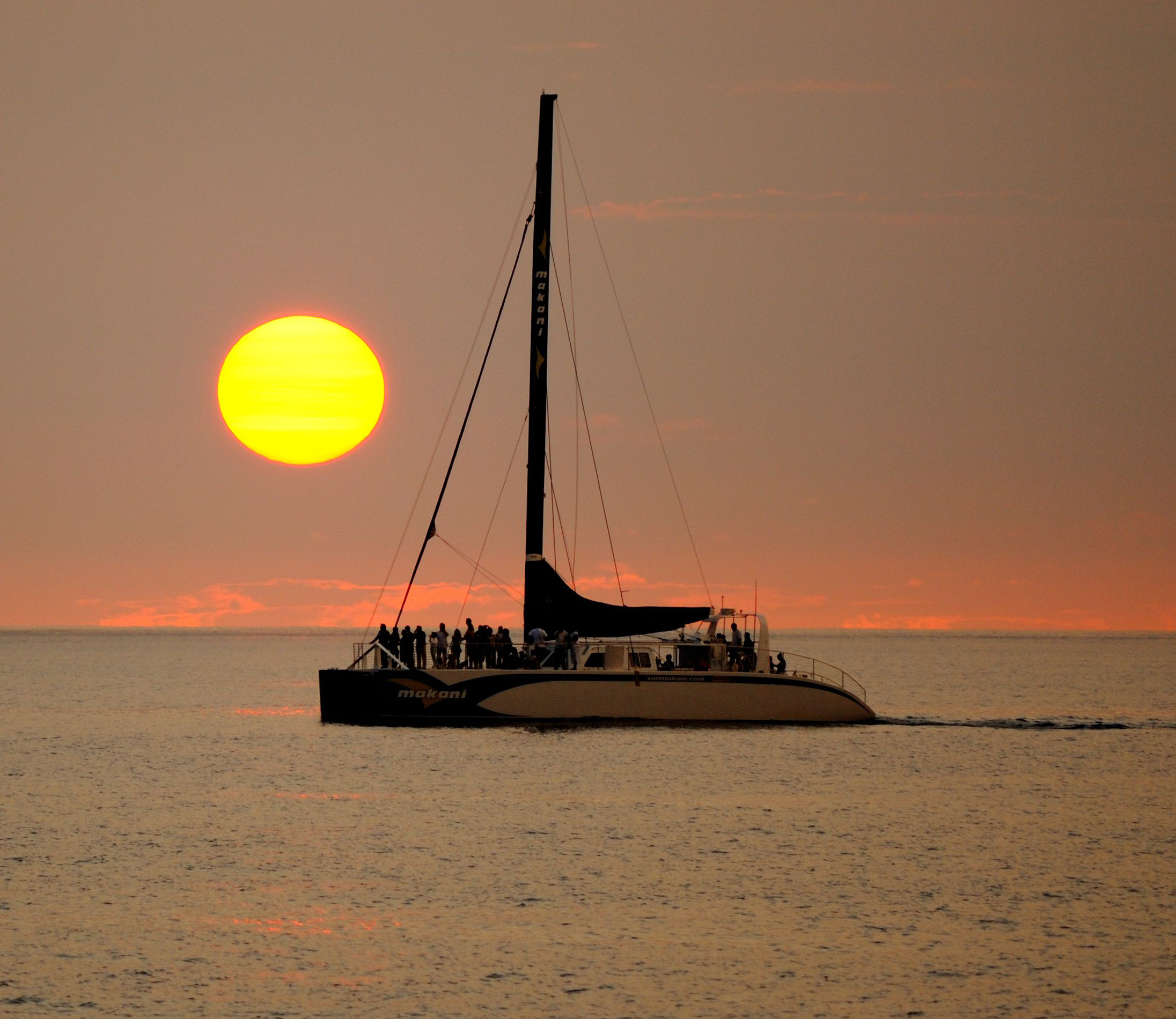
Un bote en un atardecer de Hawái

El turismo en Hawaiʻi se ha considerado como una vía de escape de la realidad que ha dado lugar a que se ignore la violencia a la que se enfrentan los nativos hawaianos y los habitantes locales que viven en la tierra. Según la académica Winona LaDuke, los hawaianos nativos se han visto obligados a recoger "gambas y pescado de estanques situados en las propiedades de los complejos turísticos". El turismo también ha tenido efectos perjudiciales para el medio ambiente, como la escasez de agua, la superpoblación, la subida del nivel del mar, el aumento de la temperatura de la superficie marina y la presencia de microplásticos en las playas.
Debido a la pandemia de COVID-19, el turismo en Hawaiʻi se detuvo, lo que permitió que la tierra, el agua y los animales comenzaran a sanar. Peces como el bebé akule y el gran ulua han regresado tras años de no estar en la bahía. Los arrecifes de coral, los peces, el crecimiento del agua y las limu (algas) han podido florecer sin la pesada carga del turismo.
Los nativos hawaianos se han opuesto al turismo y han instado a la gente a no visitar las islas. Una encuesta de la Autoridad de Turismo de Hawái indicó que más del ⅔ de los hawaianos no querían que los turistas volvieran a Hawái. El turismo se había "convertido en extractivo y dañino, con turistas que vienen aquí y toman, y toman sin ninguna reciprocidad con los locales".
Hawái acoge numerosos eventos culturales. El festival anual Merrie Monarch es un concurso internacional de hula. El Festival Internacional de Cine de Hawái es el principal festival de cine de la costa del Pacífico. Honolulu acoge el festival de cine LGBT del estado, el Rainbow Film Festival.

## Demografía
Población nativa

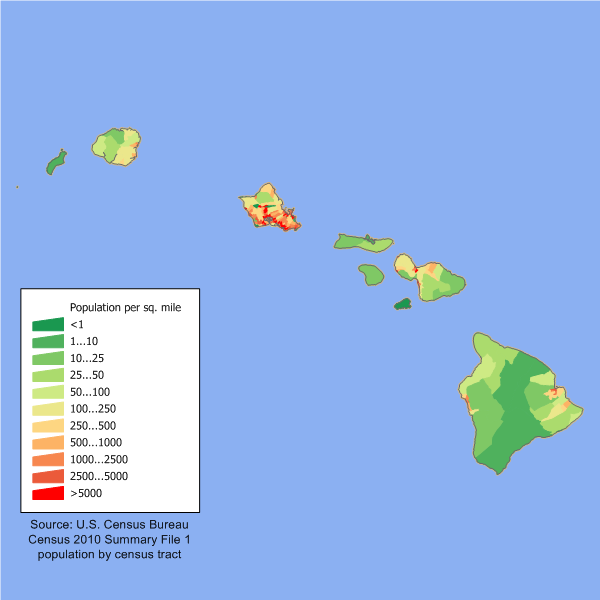
Densidad de población en el archipiélago hawaiano.

Con la llegada de los blancos y la posterior colonización de las islas, la población nativa se redujo mucho a causa de la viruela y el cólera.
- 1778: se estima que había entre 300 000 a 400 000 nativos.
- 1878: se estima que quedaban de 40 000 a 50 000.
- 2000: se contaron 275 000 (pero solo 6000 son de sangre puramente nativa);[67] se calcula que con los que viven en el continente, más los descendientes de estos, serían hasta un millón de hawaianos polinesios en los EE.UU.[68]

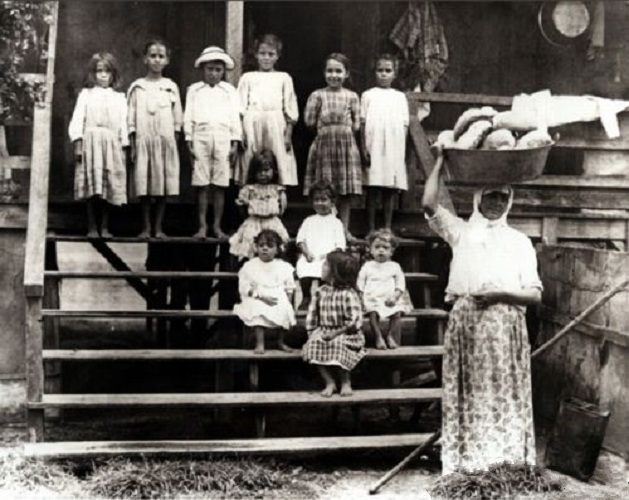
Muchos inmigrantes portugueses eran de Madeira y las Islas Azores Trajeron consigo el catolicismo y la lengua y la cocina portuguesas a Hawái

### Etnias
Según el censo de Estados Unidos de 2020, Hawái tenía una población de 1 455 271 habitantes. La población del estado se identificaba como un 37,2 % asiática del Extremo Oriente; un 25,3 % multirracial; un 22,9 % blanca, es decir de origen europeo o estadounidense con ascendencia europea (el censo de los Estados Unidos los agrupa como caucásicos); un 10,8 % de hawaianos nativos y otros isleños del Pacífico; un 9,5 % de origen hispanoamericano (hispanos o latinos según las categorías del censo, entre los cuales predominan mexicanos y puertorriqueños); un 1,6 % de afroamericanos; un 1,8 % de alguna otra raza; y un 0,3% de nativos americanos y nativos de Alaska.
Hawái es el estado con mayor porcentaje de asiáticos de todos los Estados Unidos. Los cinco mayores grupos de Hawái por su ascendencia son los japoneses (16,7 %), filipinos (14,1 %), chinos (6,2 %), alemanes (7,2 %), kamaʻainas o nativos hawaianos (6,6 %), y portugueses (5,2 %).
Hawái tiene el porcentaje más alto de asiático-americanos y multirraciales y el más bajo de blancos que cualquier otro estado. Es el único estado en el que las personas que se identifican como estadounidenses de origen asiático son el grupo étnico más numeroso. En 2012, el 14,5% de la población residente menor de 1 año era blanca no hispana. La población asiática de Hawái está formada principalmente por 198.000 (14,6%) filipinoamericanos, 185.000 (13,6%) japoneses americanos, aproximadamente 55.000 (4,0%) chinos americanos y 24.000 (1. Hay más de 80.000 hawaianos indígenas, el 5,9% de la población. Incluyendo a los que tienen ascendencia parcial, los samoanos constituyen el 2,8% de la población de Hawái, y los tonganos, el 0,6%.
Más de 120.000 (8,8%) hispanos y latinos viven en Hawái. Los mexicano-americanos son más de 35.000 (2,6%); los puertorriqueños superan los 44.000 (3,2%). Los estadounidenses multirraciales constituyen casi el 25% de la población de Hawái, superando las 320.000 personas. Hawái es el único estado que tiene un grupo trirracial como mayor grupo multirracial, uno que incluye blancos, asiáticos y nativos hawaianos/isleños del Pacífico (22% de toda la población mutirracial). La población blanca no hispana ronda los 310.000, algo más del 20% de la población. La población multirracial supera a la población blanca no hispana en unas 10 000 personas. En 1970, la Oficina del Censo informó de que la población de Hawái era de un 38,8% de blancos y un 57,7% de asiáticos e isleños del Pacífico.

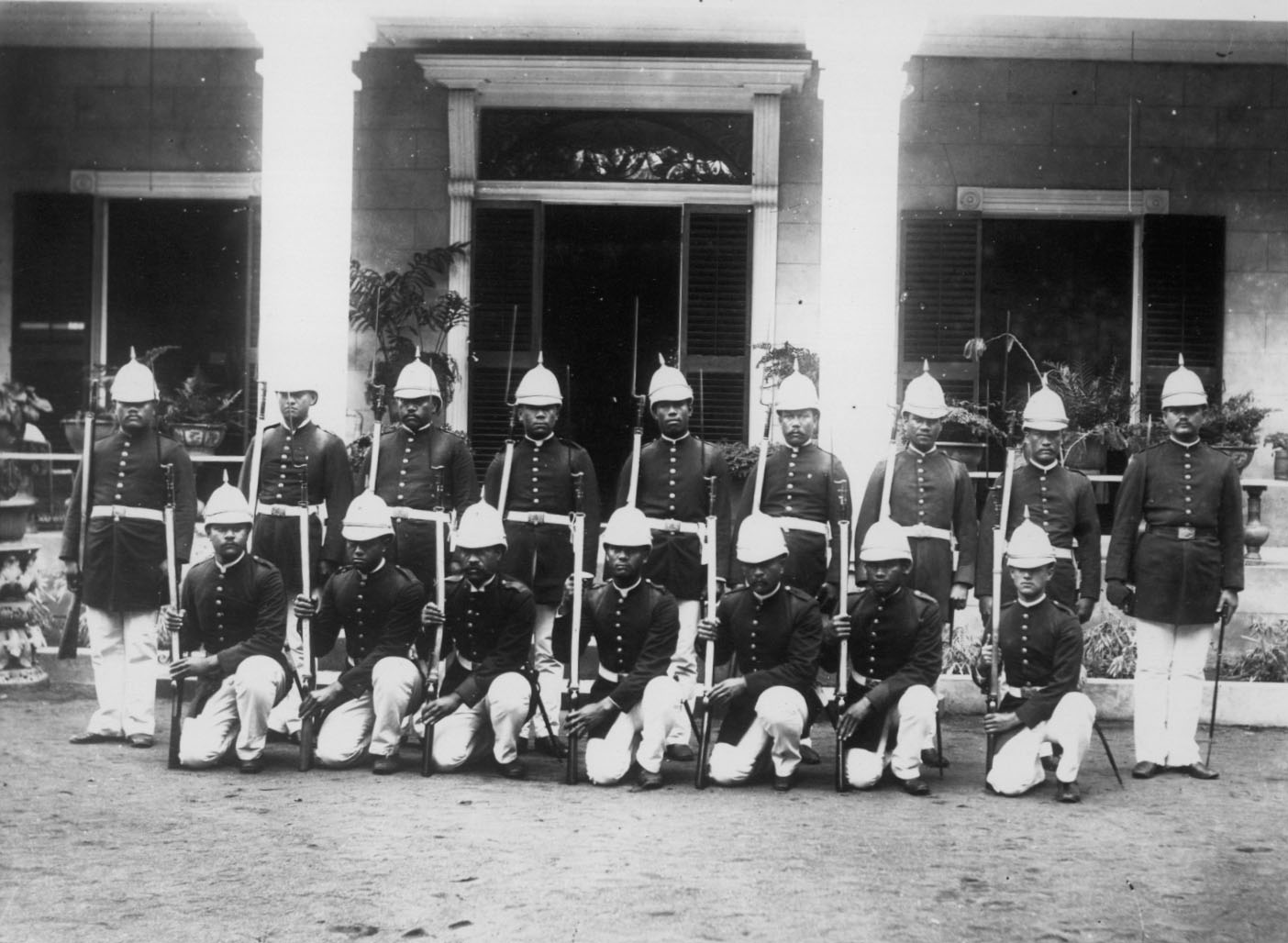
Guardias Reales de Hawái antes de la anexión a Estados Unidos

Las cinco mayores ascendencias europeas en Hawái son la alemana (7,4%), la irlandesa (5,2%), la inglesa (4,6%), la portuguesa (4,3%) y la italiana (2,7%). Alrededor del 82,2% de los residentes del estado nacieron en Estados Unidos. Aproximadamente el 75% de los residentes nacidos en el extranjero son originarios de Asia. Hawái es un estado mayoritariamente minoritario. Se esperaba que fuera uno de los tres estados que no tuvieran una pluralidad blanca no hispana en 2014; los otros dos son California y Nuevo México.
El tercer grupo de extranjeros que llegó a Hawái procedía de China. Los trabajadores chinos de los barcos comerciales occidentales se establecieron en Hawái a partir de 1789. En 1820, llegaron los primeros misioneros estadounidenses para predicar el cristianismo y enseñar a los hawaianos las costumbres occidentales. En 2015, una gran parte de la población de Hawái tiene ascendencia asiática, especialmente filipina, japonesa y china. Muchos son descendientes de inmigrantes traídos para trabajar en las plantaciones de caña de azúcar a mediados y finales del siglo XIX. Los primeros 153 inmigrantes japoneses llegaron a Hawái el 19 de junio de 1868. No fueron aprobados por el gobierno japonés de entonces porque el contrato era entre un intermediario y el shogunato Tokugawa, sustituido entonces por la Restauración Meiji. Los primeros inmigrantes japoneses aprobados por el gobierno actual llegaron el 9 de febrero de 1885, tras la petición de Kalākaua al emperador Meiji cuando éste visitó Japón en 1881.
En 1899 habían llegado casi 13.000 portugueses, que también trabajaban en las plantaciones de caña de azúcar. En 1901 vivían en Hawái más de 5.000 puertorriqueños.

### Educación

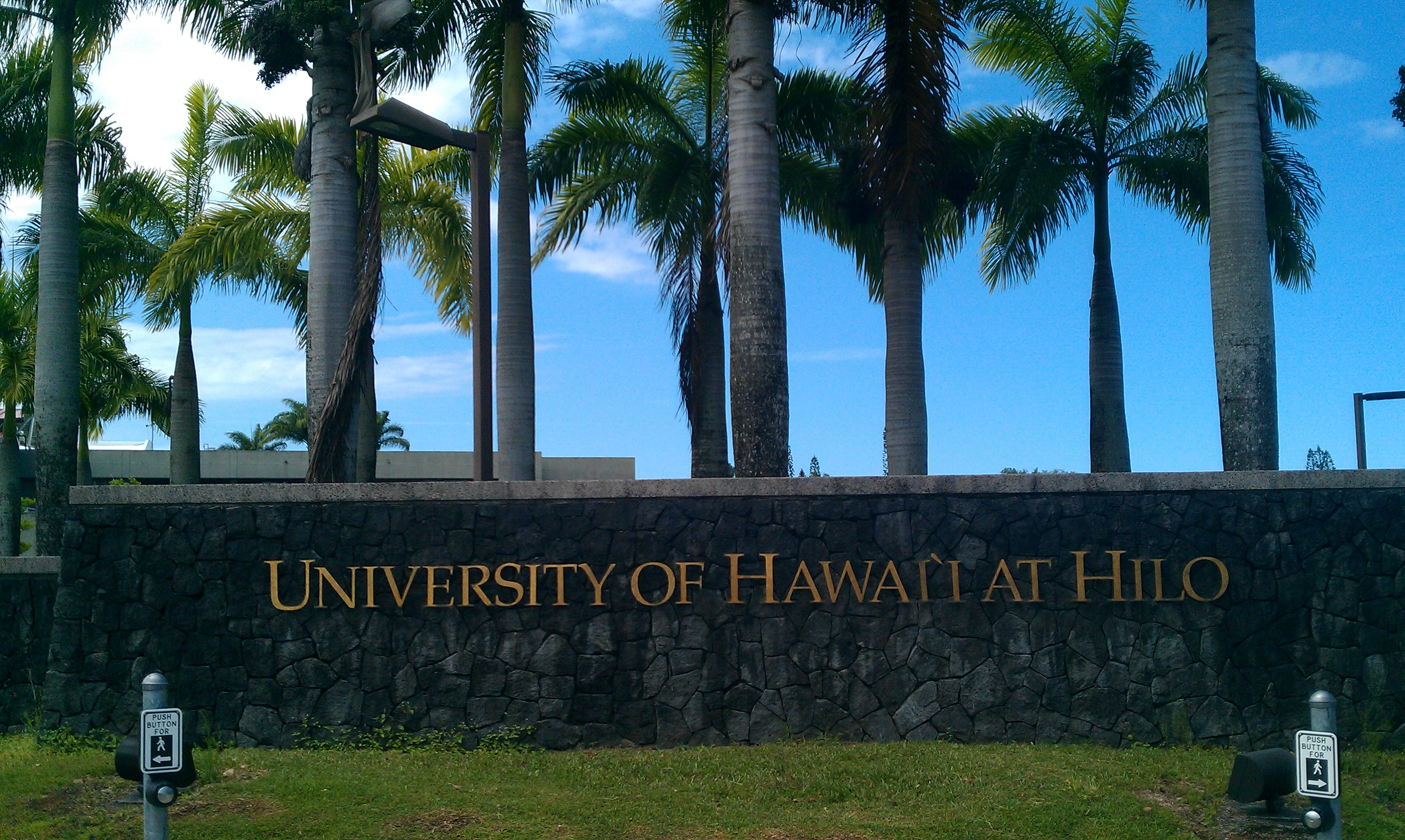
Entrada a la Universidad de Hawái en Hilo.

Hawái es en la actualidad el único estado de la Unión que posee un sistema educativo unificado para todo el estado. Una Junta Educativa compuesta por catorce miembros –de los cuales trece se eligen por un período de cuatro años y el último es un representante estudiantil sin derecho a voto– se ocupa de la toma de decisiones en su política. Esta Junta es la responsable de establecer la política educativa para todo el estado y de nombrar un superintendente escolar a nivel estatal, que supervisa el funcionamiento del Departamento de Educación del estado. Este departamento se divide en siete distritos, de los cuales cuatro corresponden a Oahu y uno por cada condado restante.
Hawái puede presumir de formar a más estudiantes en instituciones independientes de secundaria que cualquier otro estado de los Estados Unidos. Las escuelas independientes y privadas (escuelas chárter) pueden escoger a sus alumnos, mientras que las públicas han de admitir a todos los de su distrito. El Departamento de Educación del Estado de Hawái gestiona las escuelas públicas.

### Religión
La cultura tradicional transmitió un sistema de sabiduría llamado Huna o Aloha sin embargo tras la llegada de los europeos y estadounidenses la mayor parte de la población se convirtió al cristianismo. Según el Pew Research Center la distribución religiosa es la siguiente:
- Cristianos: 63 %[81]
  - Protestantes: 38 %
    - Evangélicos varios : 25 %

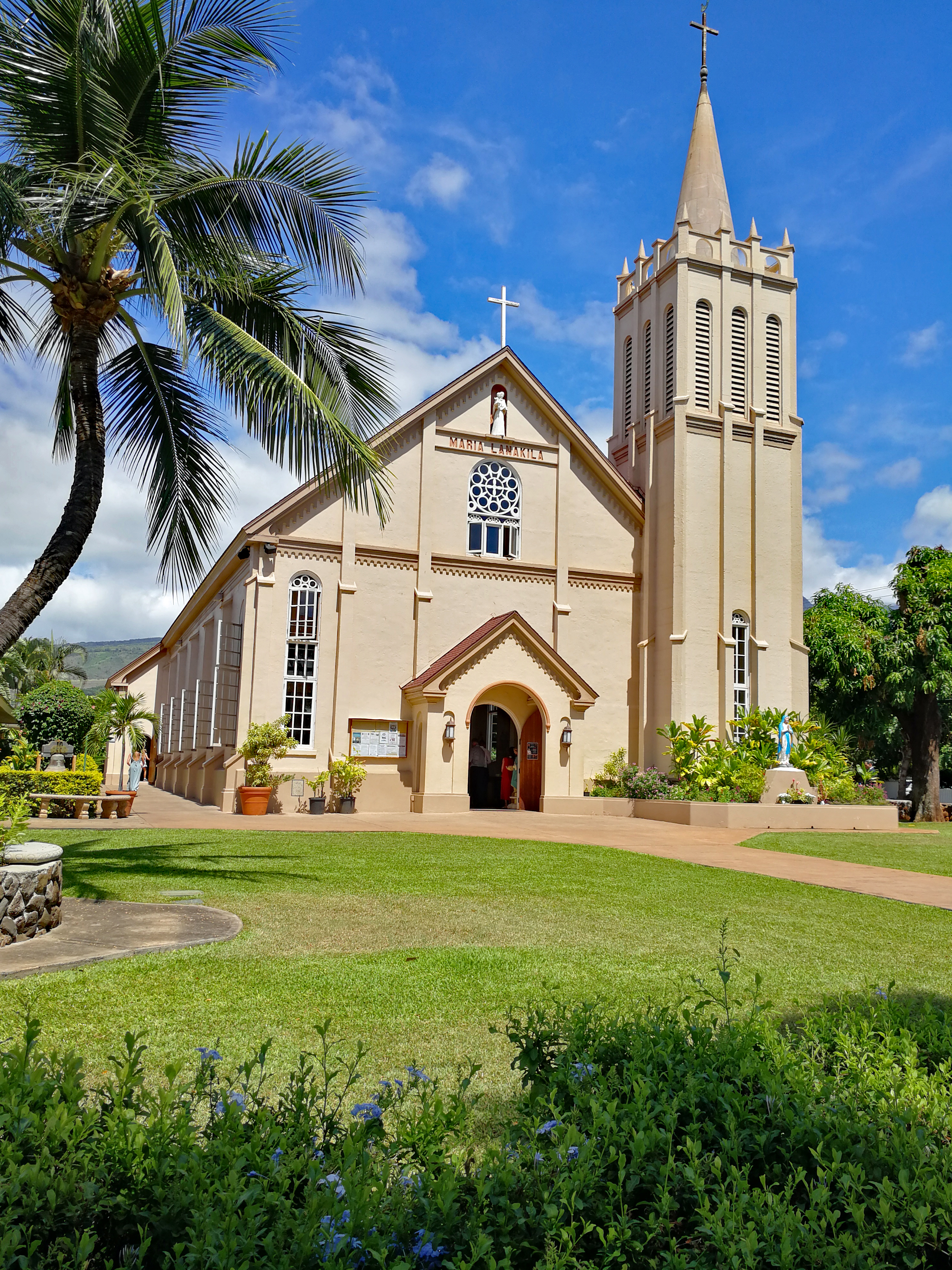
Iglesia de María Lanakila en la isla de Maui

    - Protestantismo tradicional: 11 %
    - Iglesia negra: 2 %

  - Católicos: 20 %
  - Mormones: 3 %
  - Testigos de Jehová 1%
- Otras religiones: 10 %
  - Budistas: 8 %

- Sin religión: 26 %

Según datos de 2019, el 51 % son cristianos: el 48 %, protestantes; el 15 %, católicos; el 8 %, mormones; el 27 %, luteranos; y el 2 %, otros cristianos; sin embargo, un 30 % declaró ser no religioso, por lo que es el tercer estado menos religioso de los Estados Unidos.
La religión étnica de la población indígena -la religión hawaiana- pertenecía a las religiones tradicionales polinesias relativamente uniformes, que se caracterizaban principalmente por un culto a los antepasados, un mundo politeísta de dioses con un orden jerárquico de rango -que reflejaba las estructuras sociopolíticas de jefatura preestatal- y por los dos conceptos centrales y vinculados de mana (poder trascendente transferible a través de logros y hechos) y tapu (sacrosanto sagrado o consagrado, en hawaiano kapu, véase también tabú).

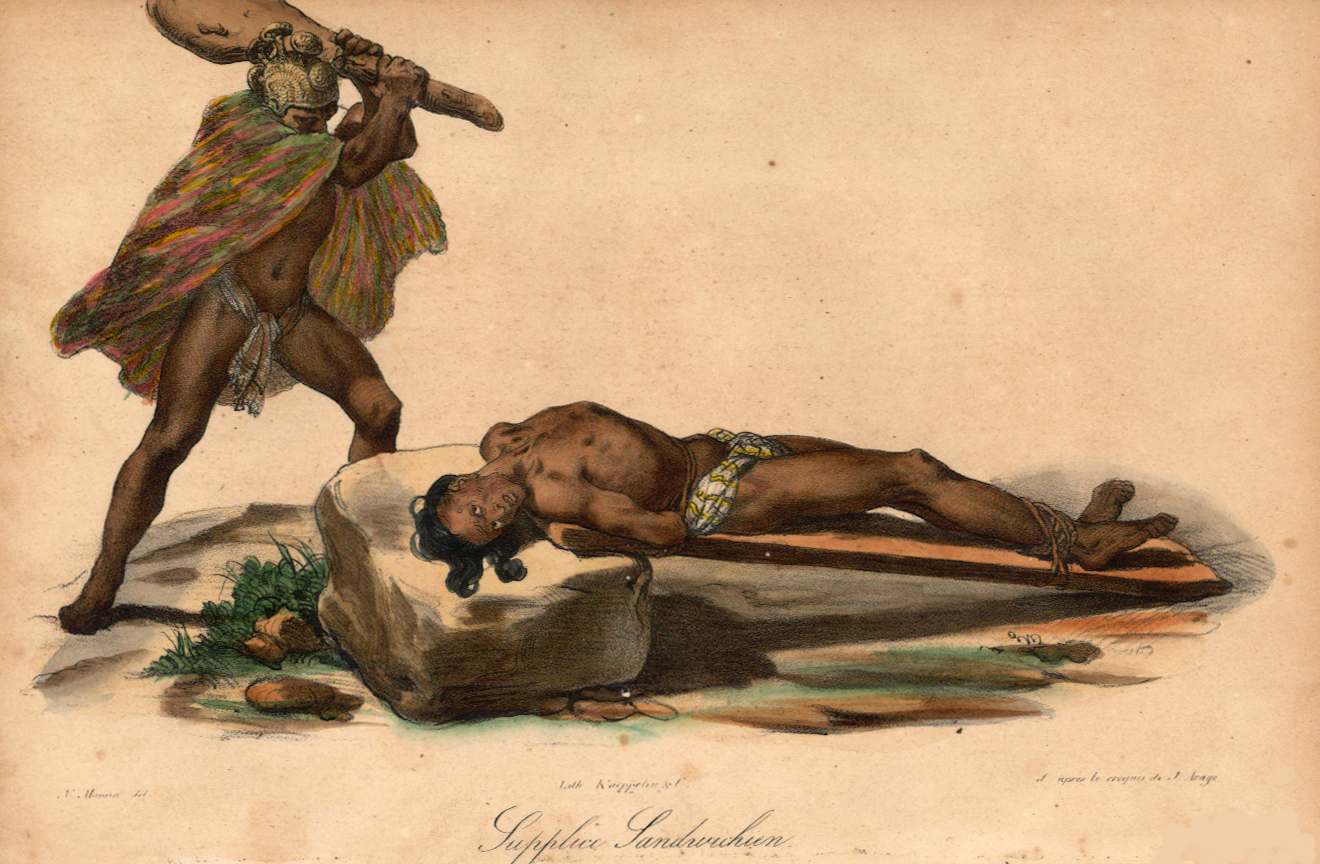
Representación de un Sacrificio humano en la antigua religión tradicional de Hawái (cerca de 1819)

La religión tradicional no sobrevivió 50 años al descubrimiento del archipiélago hawaiano por los europeos en 1778. Ya pocos años después de los primeros contactos, muchos tabúes se vieron sacudidos por el contacto con los europeos. En 1819, se abolió el importante tabú de que mujeres y hombres no comieran juntos. Esto debilitó decisivamente la religión tradicional hawaiana. En 1820, los misioneros evangélicos cristianos llegaron al país con el apoyo de parte de la clase aristocrática. Los misioneros católicos siguieron en 1827, luego los mormones y los metodistas. En 1862, el rey Kamehameha IV también invitó a los anglicanos a hacer proselitismo religioso en Hawái. Durante la década de 1850, las tres religiones chinas (confucianismo, Taoísmo y budismo) llegaron a las islas, así como el sintoísmo y otras escuelas budistas con inmigrantes japoneses a finales del siglo XIX.
Durante este periodo, la mayoría de los hawaianos autóctonos se convirtieron al cristianismo y su propio gobierno promulgó prohibiciones contra la antigua religión. Como contrapartida, en 1868 surgió el llamado movimiento Kaoni, que intentaba fusionar de forma sincrética elementos cristianos y de la fe tradicional. Según las encuestas que está realizando la red fundamentalista evangélica de conversión Joshua Project, el 74% de los indígenas hawaianos son cristianos, el 16% no son religiosos y el 10% profesan creencias tradicionales. Esto coincide aproximadamente con los datos del Pew Research Center (instituto de sondeos estadounidense), que sitúa las religiones indígenas hawaianas por debajo del 1% (en relación con la población total).
La información en Internet del movimiento de independencia indígena hawaiano, el resurgimiento de la cultura ritual espiritual Hoʻoponopono o el hecho de que descendientes de la clase dirigente y sacerdotal hawaiana vuelvan a profesar públicamente su ascendencia directa de Ku, el dios de la guerra, demuestran que en la actualidad se está produciendo una revitalización de la religión tradicional. (Sin embargo, no está claro hasta qué punto se trata de ideas tradicionales, sincréticas o modificadas esotéricamente).

### Idiomas

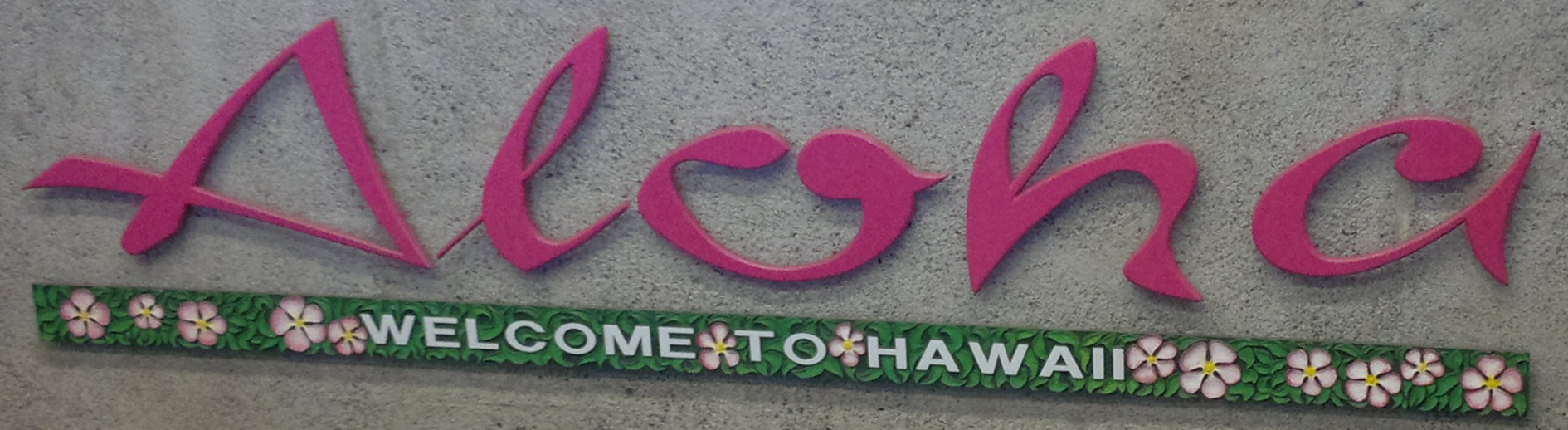
Un cartel en Hawái escrito en inglés y hawaiano

En Hawái, hay dos idiomas oficiales: el inglés y el hawaiano. Sin embargo, la mayoría de la población hawaiana no habla este último: cuenta con alrededor de 2000 hablantes nativos, los cuales representan el 0,1% de la población total. Pero gracias a las iniciativas del gobierno y de los pueblos nativos de Hawái, las escuelas han empezado a enseñar a los estudiantes en el idioma hawaiano. Dado que estos programas han comenzado en los últimos treinta años, el número de hablantes de hawaiano ha pasado de aproximadamente 2000 a más de 26 000.
La mezcla de lenguas del siglo XIX dio a luz a otra lengua criolla conocida como el pidgin hawaiano, el cual influye en el habla de muchos ciudadanos de Hawái, con palabras como «da kine» (muletilla indefinida, literalmente «the kind», o «el tipo») y «to stay» (en este caso significa «estar», no «quedar»). Por ejemplo, se puede oír «Eh, you know da kine?» («¡Oye! ¿Lo sabes?») o «Eh brah, where you stay?» («Oye, hombre, ¿dónde estás?»). Una teoría del origen del uso de «to stay» en este contexto es que en portugués existe el verbo «ficar», que significa tanto «quedar» (to stay) como «estar» (to be). Al final, se tradujo incorrectamente como «estar» en vez de «quedar».

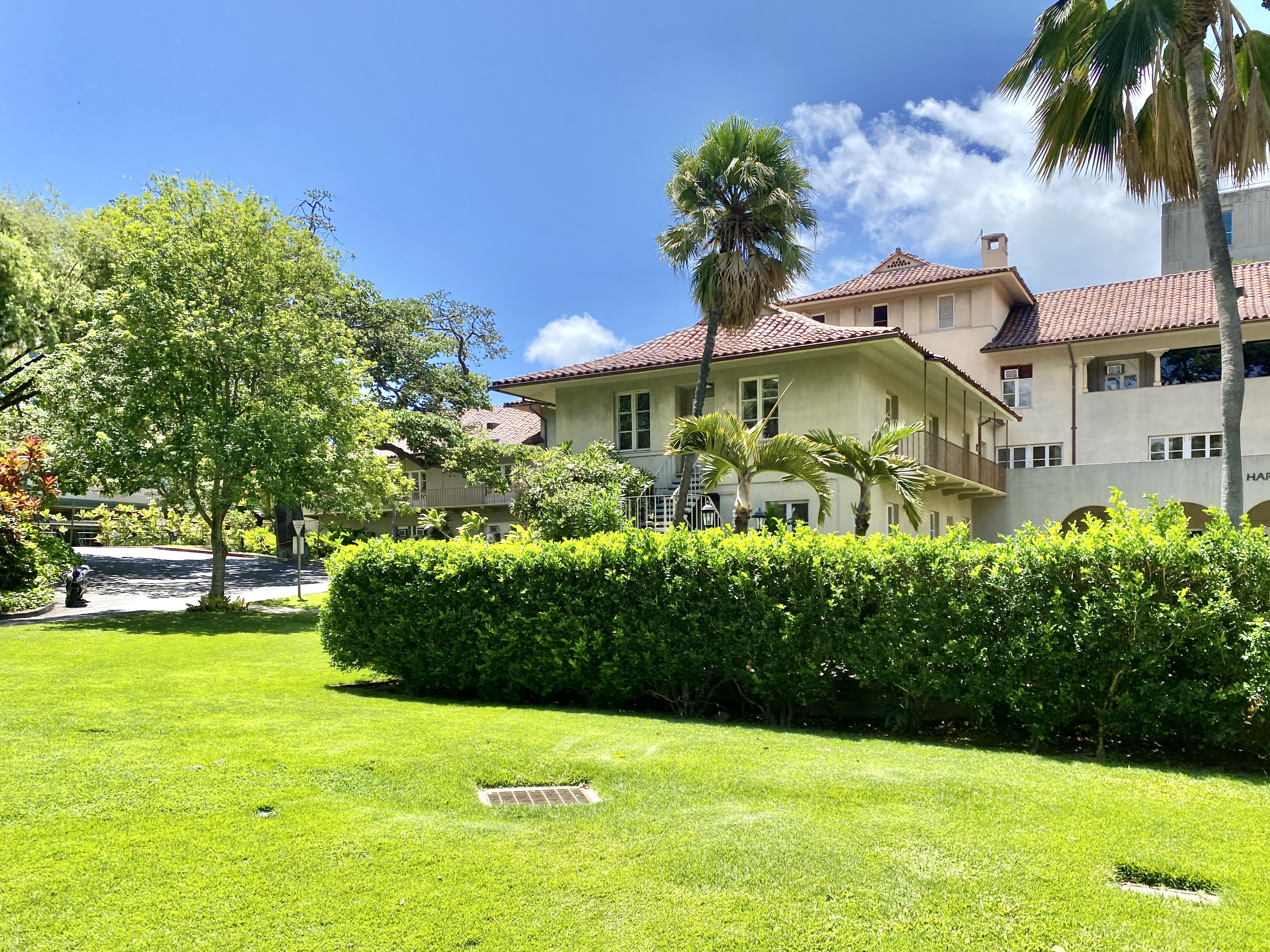
El Centro Médico de la Reina (Queen’s Medical Center) fue establecido en 1859 por la Reina Emma de Hawái

### Sanidad
En 2009, el sistema sanitario hawaiano aseguraba al 92% de los residentes. Según el plan estatal, las empresas están obligadas a proporcionar seguro a los empleados que trabajen más de veinte horas semanales. La fuerte regulación de las compañías de seguros ayuda a reducir el coste para los empresarios. Debido en parte al gran énfasis en la atención preventiva, los hawaianos requieren tratamiento hospitalario con menos frecuencia que en el resto de Estados Unidos, mientras que los gastos totales en sanidad, medidos como porcentaje del PIB estatal, son sustancialmente más bajos. Los defensores de la sanidad universal en otros lugares de EE. UU. a veces utilizan Hawái como modelo para los planes de sanidad federales y estatales propuestos.
la Ley de Asistencia Sanitaria Prepagada de Hawái (PHCA) es una legislación estatal (Capítulo 393 de los Estatutos Revisados de Hawái) promulgada el 12 de junio de 1974. en el Estado de Hawái para mejorar la cobertura sanitaria por mandato empresarial. La Ley de Asistencia Sanitaria Prepagada de Hawái estableció un nivel mínimo de prestaciones sanitarias para los trabajadores. Tras su aprobación en 1974, Hawái se convirtió en el primer estado de EE. UU. en exigir por ley un nivel mínimo de prestaciones sanitarias. El representante estatal de Hawái, Yoshito Takamine, presidente durante muchos años de la Comisión de Trabajo de la Cámara de Representantes, fue uno de los principales artífices y proponentes de la ley.
Entre otras cosas, la ley hawaiana obliga a las empresas a ofrecer cobertura a los empleados que trabajen al menos 20 horas semanales durante cuatro o más semanas consecutivas. En cambio, la Ley federal de Protección al Paciente y Cuidado de Salud Asequible exige a las empresas que ofrezcan cobertura a los empleados que trabajen al menos 30 horas semanales a partir del 1 de enero de 2014. Ambas leyes también establecen sanciones diferentes para las empresas que no ofrezcan cobertura.
Antes de la aprobación de la Ley de Atención Médica Prepagada, Hawái tenía una tasa de no asegurados del 30%. En 2013, la tasa de no asegurados de Hawái del 6,7% fue la segunda tasa de no asegurados más baja del país, solo por detrás de Massachusetts, que tenía una tasa de no asegurados del 3,7%.

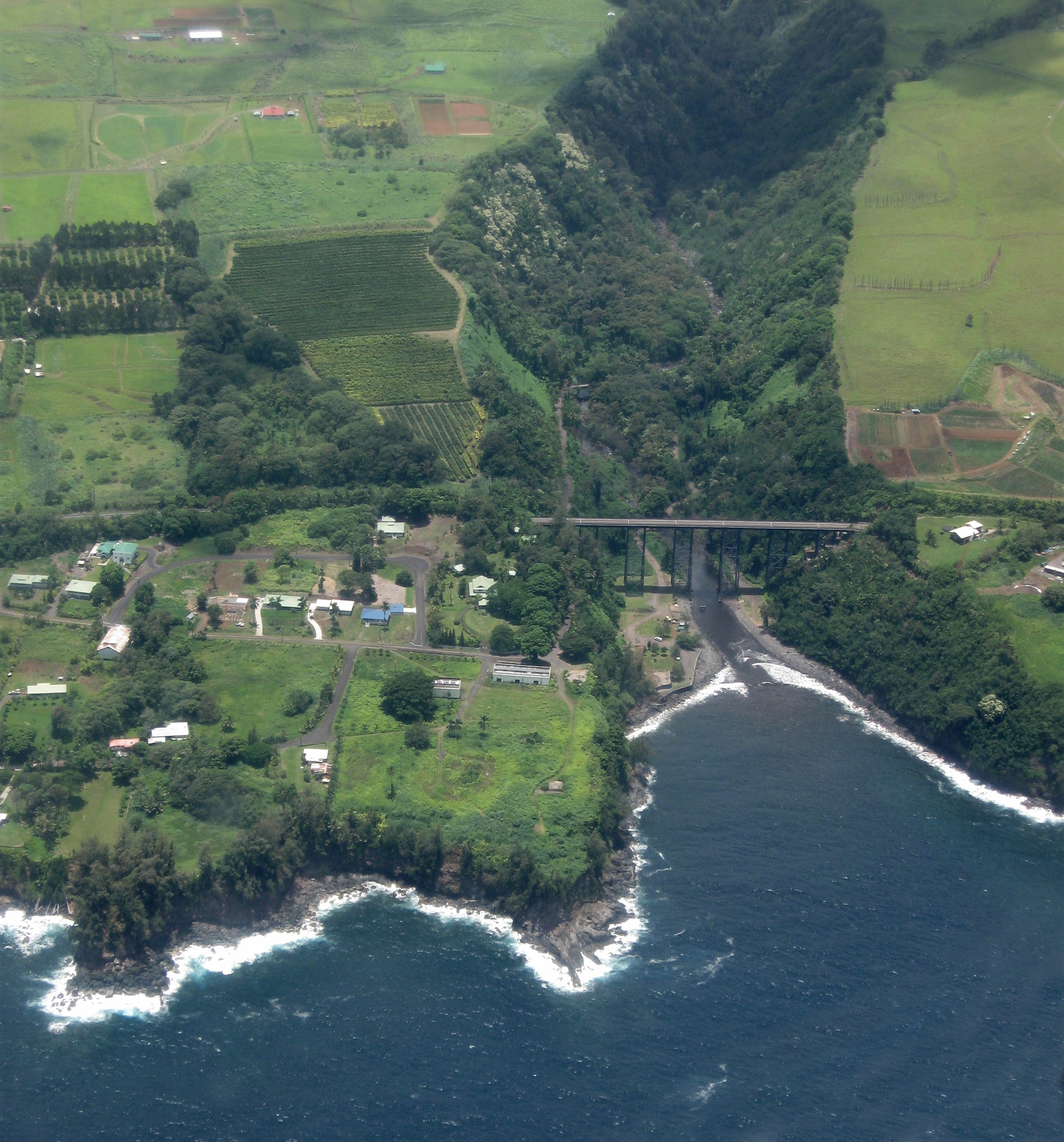
Carretera en la Isla grande de Hawái

## Transporte
Cada isla principal está rodeada por un sistema de autopistas estatales. Sólo Oʻahu tiene carreteras federales, y es la única zona fuera de los 48 estados contiguos que cuenta con carreteras interestatales señalizadas. Las carreteras estrechas y sinuosas y los atascos en los lugares más poblados pueden ralentizar el tráfico. Todas las islas principales cuentan con un sistema de autobuses públicos.
El Aeropuerto Internacional de Honolulu (IATA: HNL), que comparte pistas con el adyacente Hickam Field (IATA: HIK), es el principal centro de aviación comercial de Hawái. Este aeropuerto de aviación comercial ofrece vuelos intercontinentales a Norteamérica, Asia, Australia y Oceanía. Hawaiian Airlines y Mokulele Airlines utilizan reactores para prestar servicios entre los grandes aeropuertos de Honolulu, Līhuʻe, Kahului, Kona e Hilo. Estas aerolíneas también prestan servicios de carga aérea entre las islas.
El 30 de mayo de 2017, el aeropuerto pasó a llamarse oficialmente Aeropuerto Internacional Daniel K. Inouye (HNL), en honor al senador estadounidense Daniel K. Inouye.

Vista del puerto de Honolulu

Hasta que comenzaron los servicios aéreos de pasajeros en la década de 1920, los barcos privados eran el único medio para viajar entre las islas. A mediados de los años 70, Seaflite operaba hidroalas entre las principales islas.
El Hawái Superferry operó entre Oʻahu y Maui entre diciembre de 2007 y marzo de 2009, con rutas adicionales previstas para otras islas. Las protestas y los problemas legales sobre las declaraciones de impacto ambiental pusieron fin al servicio, aunque la empresa que opera el Superferry ha expresado su deseo de reanudar los servicios de ferry en el futuro.
Actualmente hay un servicio de ferry de pasajeros en el condado de Maui entre Lanaʻi y Maui, que no admite vehículos; un ferry de pasajeros a Molokai finalizó en 2016. Actualmente Norwegian Cruise Lines y Princess Cruises ofrecen servicios de cruceros de pasajeros entre las islas más grandes.

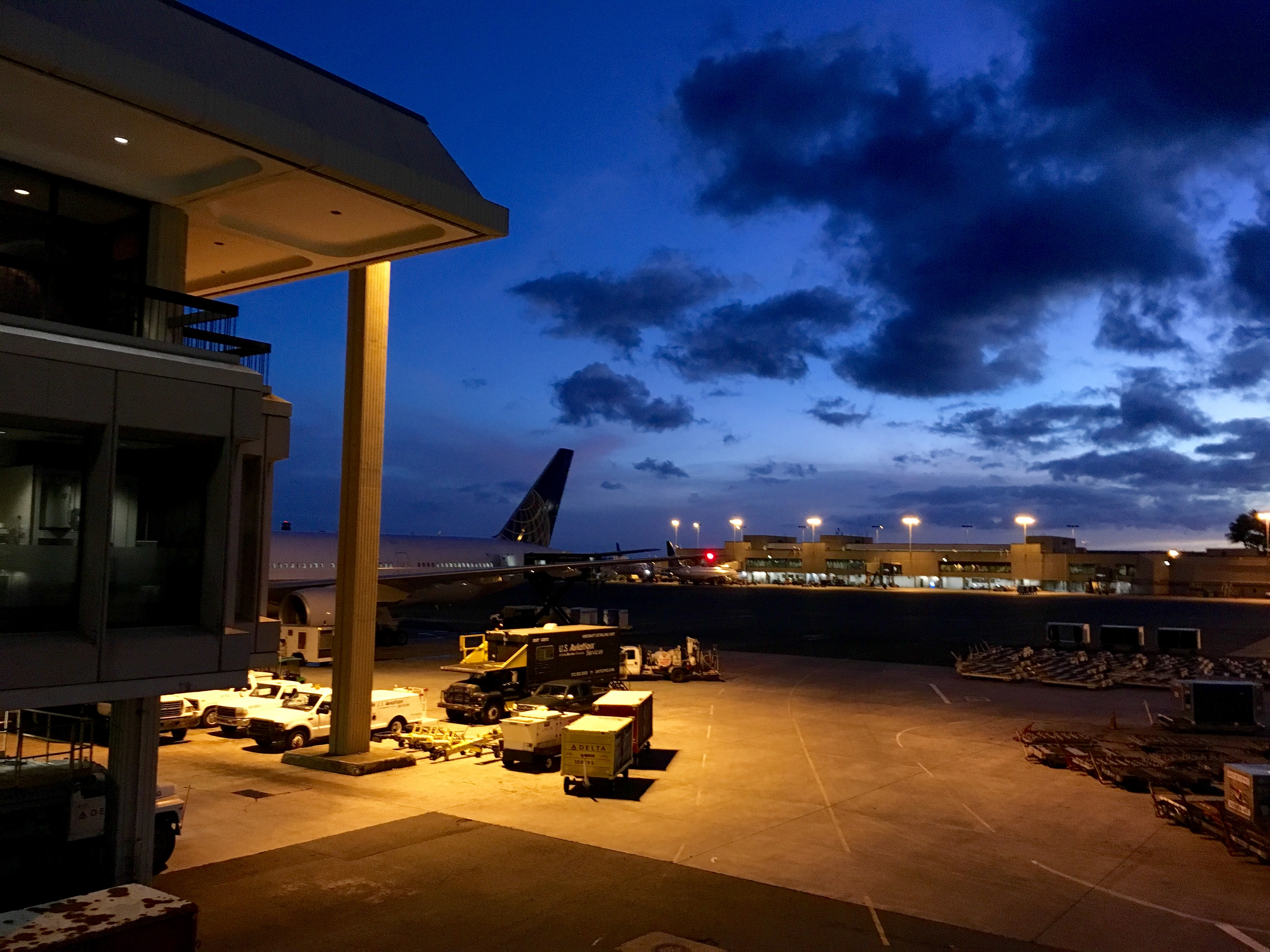
Aeropuerto Internacional de Honolulu

En el pasado, Hawái contaba con una red de ferrocarriles en cada una de las islas mayores que transportaban productos agrícolas y pasajeros. La mayoría eran sistemas de vía estrecha de 914 mm (3 pies), pero había algunos de 762 mm (2 pies 6 pulgadas) en algunas de las islas más pequeñas. El ancho de vía estándar en EE. UU. es de 1.435 mm (4 pies 8+1⁄2 pulgadas). El mayor ferrocarril con diferencia era el de la Oahu Railway and Land Company (OR&L), que tendía líneas desde Honolulu a través de la parte occidental y septentrional de Oahu.
La OR&L fue importante para el traslado de tropas y mercancías durante la II Guerra Mundial. El tráfico en esta línea era lo suficientemente intenso como para que se utilizaran señales para facilitar el movimiento de los trenes y para requerir señales wigwag en algunos cruces de ferrocarril para la protección de los automovilistas.
La línea principal se abandonó oficialmente en 1947, aunque parte de ella fue comprada por la Marina de los EE. UU. y estuvo en funcionamiento hasta 1970. Quedan 21 km de vía; los conservacionistas hacen circular ocasionalmente trenes por una parte de esta línea. El proyecto de corredor de tránsito de alta capacidad de Honolulu pretende añadir un ferrocarril elevado de pasajeros en Oahu para descongestionar las autopistas.

## Cultura

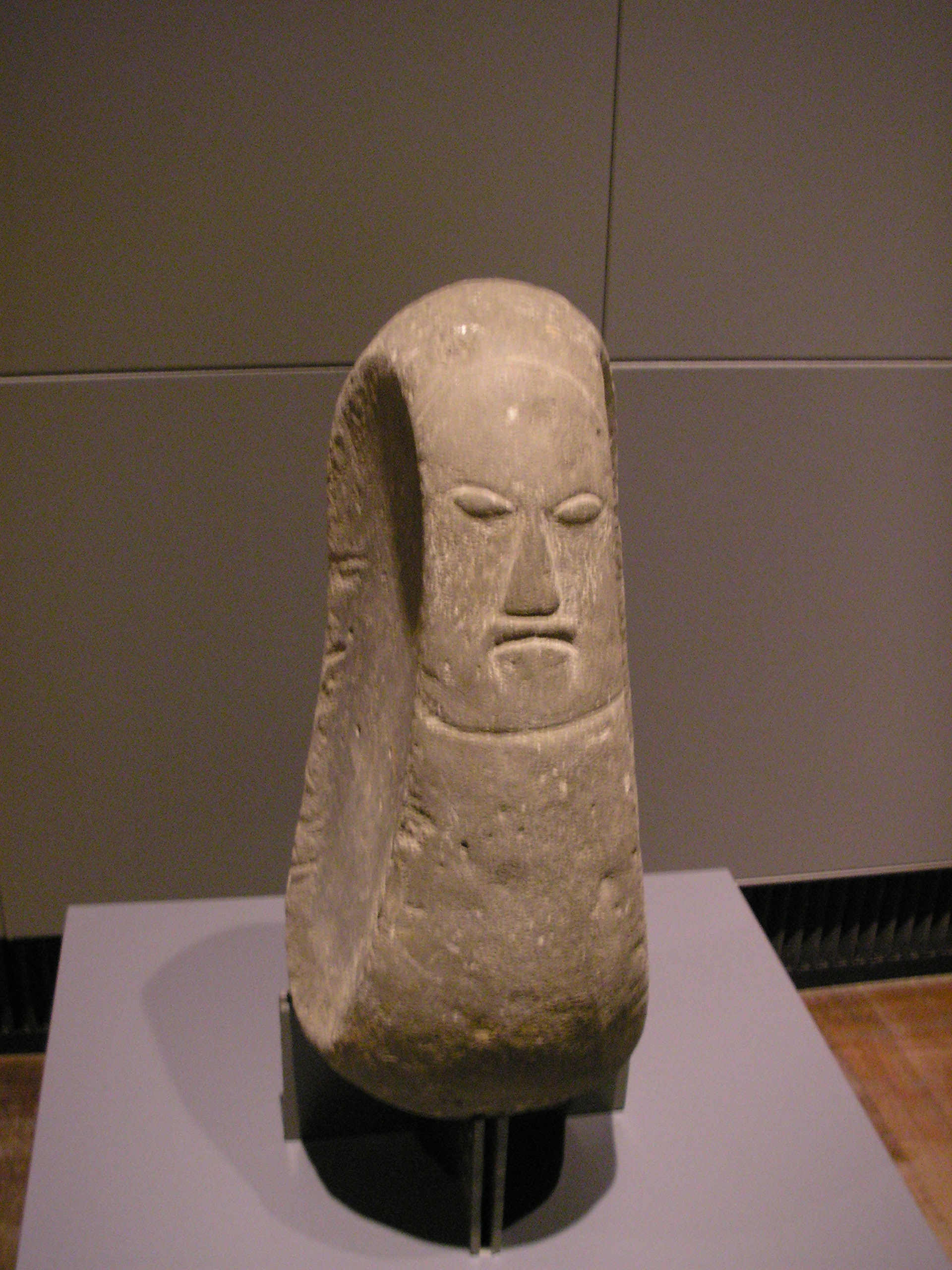
Figura, probablemente el Dios de los talladores de canoas. De Hawái, colección Arning, 1887.

### Mitología
La mitología polinesia son las tradiciones orales de los pueblos de Polinesia, una agrupación de archipiélagos insulares de los océanos Pacífico central y meridional en el triángulo polinesio, junto con las culturas dispersas conocidas como los polinesios atípicos. Los polinesios hablan lenguas que descienden de una lengua reconstruida como protopolinesio que probablemente se hablaba en los alrededores de Tonga y Samoa en torno al año 1000 a. C.
Antes del siglo XV, los polinesios emigraron hacia el este, a las islas Cook, y desde allí a otros grupos de islas como Tahití y las Marquesas. Sus descendientes descubrieron más tarde las islas Tahití, Rapa Nui y, posteriormente, las islas Hawái y Nueva Zelanda.
Las lenguas polinesias forman parte de la familia de las lenguas austronesias. Muchas de ellas están lo suficientemente próximas en cuanto a vocabulario y gramática como para ser mutuamente inteligibles. También existen similitudes culturales sustanciales entre los distintos grupos, especialmente en cuanto a la organización social, la crianza de los hijos, la horticultura, la construcción y las tecnologías textiles. Sus mitologías, en particular, muestran reelaboraciones locales de cuentos comunes. Cada una de las culturas polinesias tiene tradiciones orales distintas pero relacionadas entre sí; tradicionalmente se considera que las leyendas o los mitos narran la historia antigua (la época del "pō") y las aventuras de los dioses ("atua") y los antepasados divinizados.
La mitología hawaiana incluye las leyendas, relatos históricos y dichos del antiguo pueblo hawaiano. Se considera una variante de una mitología polinesia más general que desarrolló un carácter único durante varios siglos antes de 1800 aproximadamente. Está asociada a la religión hawaiana, que fue oficialmente suprimida en el siglo XIX pero que algunos practicantes mantuvieron viva hasta nuestros días. Entre las figuras y términos más destacados se encuentran Aumakua, el espíritu de un antepasado o dios familiar y Kāne, la más alta de las cuatro deidades hawaianas principales.

### Calendario de fiestas
| Fecha                  | Nombre                                        | Isla           |
| ---------------------- | --------------------------------------------- | -------------- |
| 26 de marzo            | Día del Príncipe Kuhio                        | Todo el estado |
| Marzo                  | Concurso musical de las escuelas Kamehameha   | Oʻahu          |
| Marzo a abril          | Festival de Hula 'Merrie Monarch'             | Hawái          |
| 15 de abril            | Día del Padre Damián                          | Todo el estado |
| 1 de mayo              | Día del Lei                                   | Todo el estado |
| 11 de junio            | Día del rey Kamehameha I                      | Todo el estado |
| Junio                  | Festival de Hula del rey Kamehameha I         | Oʻahu          |
| 4 de julio             | Día de la Independencia de los Estados Unidos | Todo el estado |
| Julio                  | Festival Cultural Hawaiano                    | Hawái          |
| Julio                  | Festival de Hula del Príncipe Lot             | Oʻahu          |
| 3.er viernes de agosto | Día del Estado                                | Todo el estado |
| 2 de septiembre        | Día de la reina Liliʻuokalani                 | Todo el estado |
| Septiembre a octubre   | Festivales Aloha                              | Todo el estado |

### Hula (danza hawaiana)

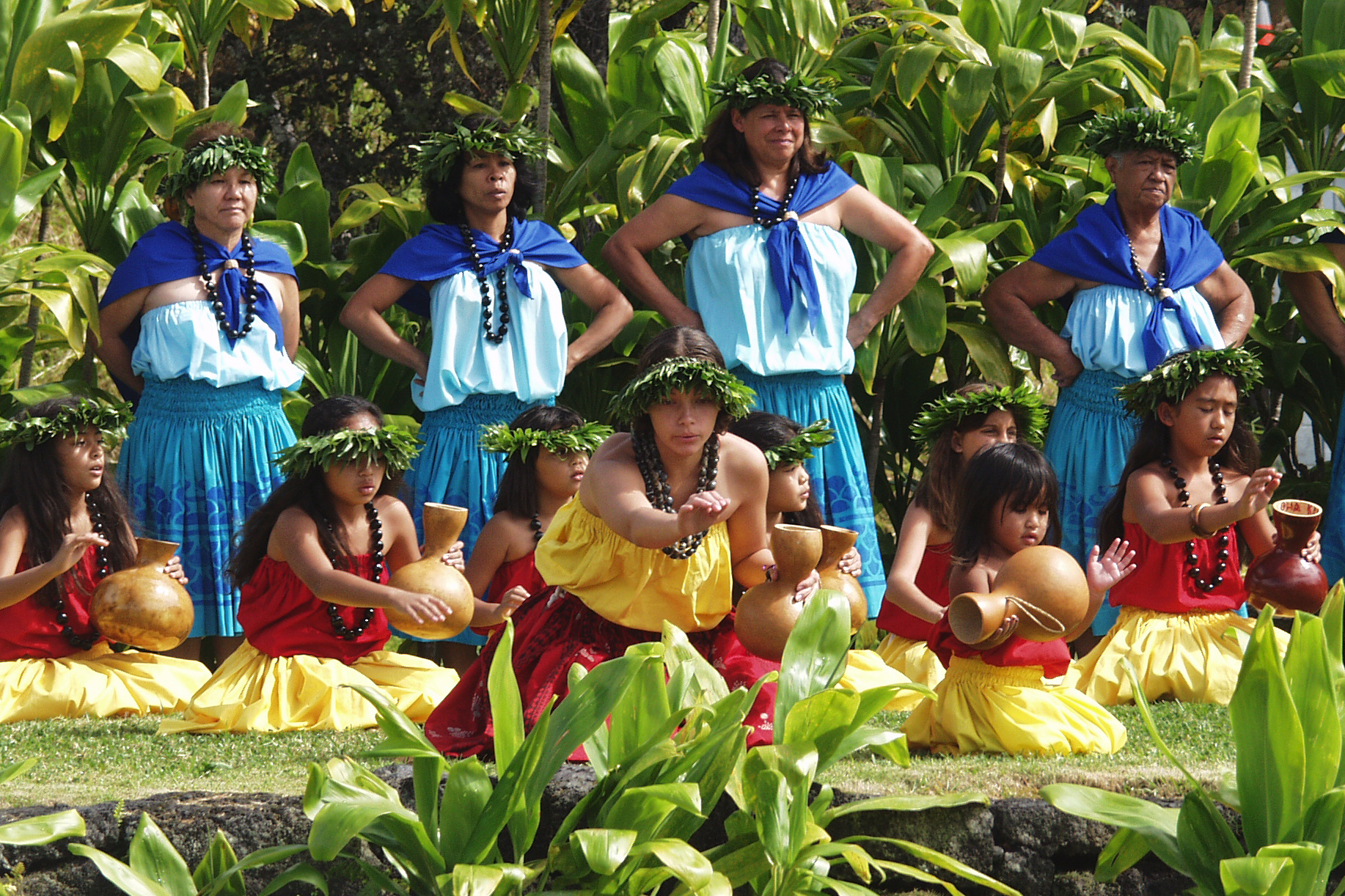
Danza tradicional hula.

Hula es una forma de danza acompañada por cánticos o canciones. Tiene su origen en las islas de Hawái, donde la desarrollaron aborígenes de la Polinesia que se asentaron allí. Los cánticos o canciones se denominan mele. El hula dramatiza o comenta el mele.
Existen dos estilos:
- La danza hawaiana más tradicional o antigua es denominada kahiko, a través de la misma se representan diversos aspectos de la naturaleza y de los dioses de la cultura de Hawái. Se acompaña con cánticos e instrumentos tradicionales.

- El otro estilo de danzas es denominado auana, y aunque ha evolucionado a partir del kahiko, no se encuentra restringida a representar los aspectos sagrados (kapu) que se representan en el kahiko. En ese sentido puede ser considerada una danza contemporánea que evolucionó durante los siglos XIX y XX, con raíces en el folclore local, que se aparta en cierta medida de la ortodoxia del kahiko. El hula es acompañado por canciones e instrumentos musicales de influencia occidental tales como la guitarra, el ukelele y el contrabajo.

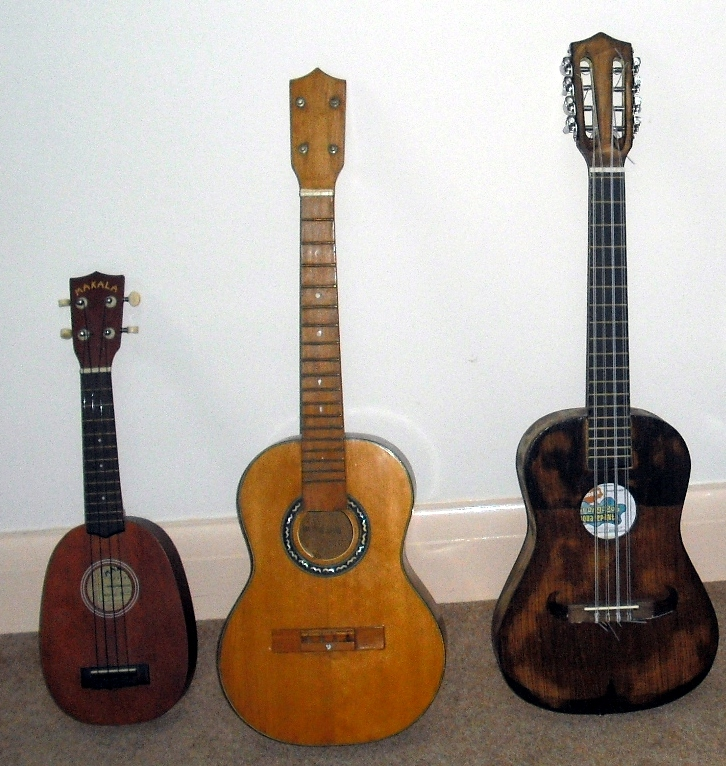
Diferentes tipos de ukelele, muy utilizados en la música hawaiana

Las danzas que se practican en Hawái constituyen una parte importante de la cultura local. A través de las danzas se relatan historias, que incluyen el devenir de personajes y situaciones propios de Hawái. En particular se destaca el movimiento de las manos de los bailarines, las cuales contribuyen a la representación de las historias y leyendas.
La canción Aloha Oe se considera el himno no oficial de Hawái.

### Música
La música hawaiana incluye estilos tradicionales y populares, desde el folk autóctono hawaiano hasta el rock moderno y el hip hop. Las aportaciones musicales de Hawái a la música de Estados Unidos son desproporcionadas para el pequeño tamaño del estado.
Estilos como la guitarra slack-key son bien conocidos en todo el mundo, mientras que la música con tintes hawaianos forma parte frecuente de las bandas sonoras de Hollywood. Hawái también contribuyó en gran medida a la música country con la introducción de la steel guitar.
La música folclórica tradicional hawaiana es una parte importante del patrimonio musical del estado. El pueblo hawaiano ha habitado las islas durante siglos y ha conservado gran parte de sus conocimientos musicales tradicionales. Su música es, en gran medida, de carácter religioso e incluye cánticos y danzas.

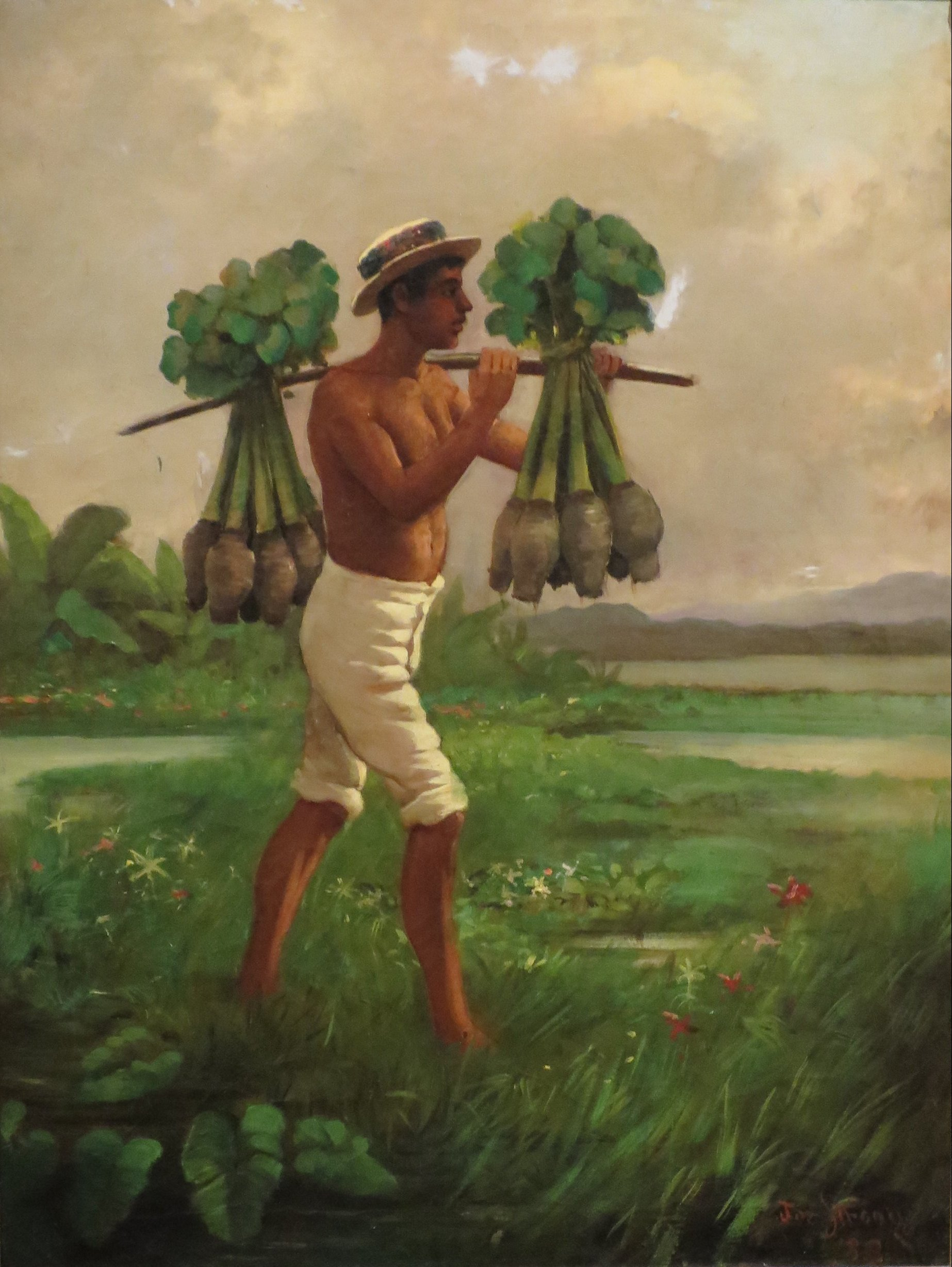
El taro, o en hawaiano kalo, era uno de los principales alimentos básicos en el antiguo Reino de Hawái

La música hawaiana ha tenido un enorme impacto en la música de otras islas polinesias; según Peter Manuel, la influencia de la música hawaiana es un "factor unificador en el desarrollo de las músicas modernas del Pacífico". El músico nativo de Hawái y activista por la soberanía hawaiana Israel Kamakawiwoʻole, famoso por su popurrí de "Somewhere Over the Rainbow/What a Wonderful World", fue nombrado "La voz de Hawai" por la NPR en 2010 en su serie 50 grandes voces.

### Gastronomía
La cocina de Hawái es una fusión de muchos alimentos traídos por los inmigrantes a las islas hawaianas, incluidos los primeros polinesios y la cocina de los nativos hawaianos, y de origen estadounidense, chino, filipino, japonés, coreano, polinesio, puertorriqueño y portugués. Los alimentos de origen vegetal y animal se importan de todo el mundo para su uso agrícola en Hawái. El poi, un almidón elaborado machacando taro, es uno de los alimentos tradicionales de las islas. 
Muchos restaurantes locales sirven el omnipresente plato de comida, que incluye dos cucharadas de arroz, una versión simplificada de la ensalada de macarrones americana y una variedad de ingredientes, como hamburguesas, un huevo frito y la salsa de un loco moco, tonkatsu al estilo japonés o los platos tradicionales de lūʻau, como el cerdo kālua y el laulau. 

El musubi de spam es un ejemplo de la fusión de cocinas étnicas que se desarrolló en las islas entre la mezcla de grupos de inmigrantes y personal militar. En los años 90, un grupo de chefs desarrolló la cocina regional hawaiana como cocina de fusión contemporánea.

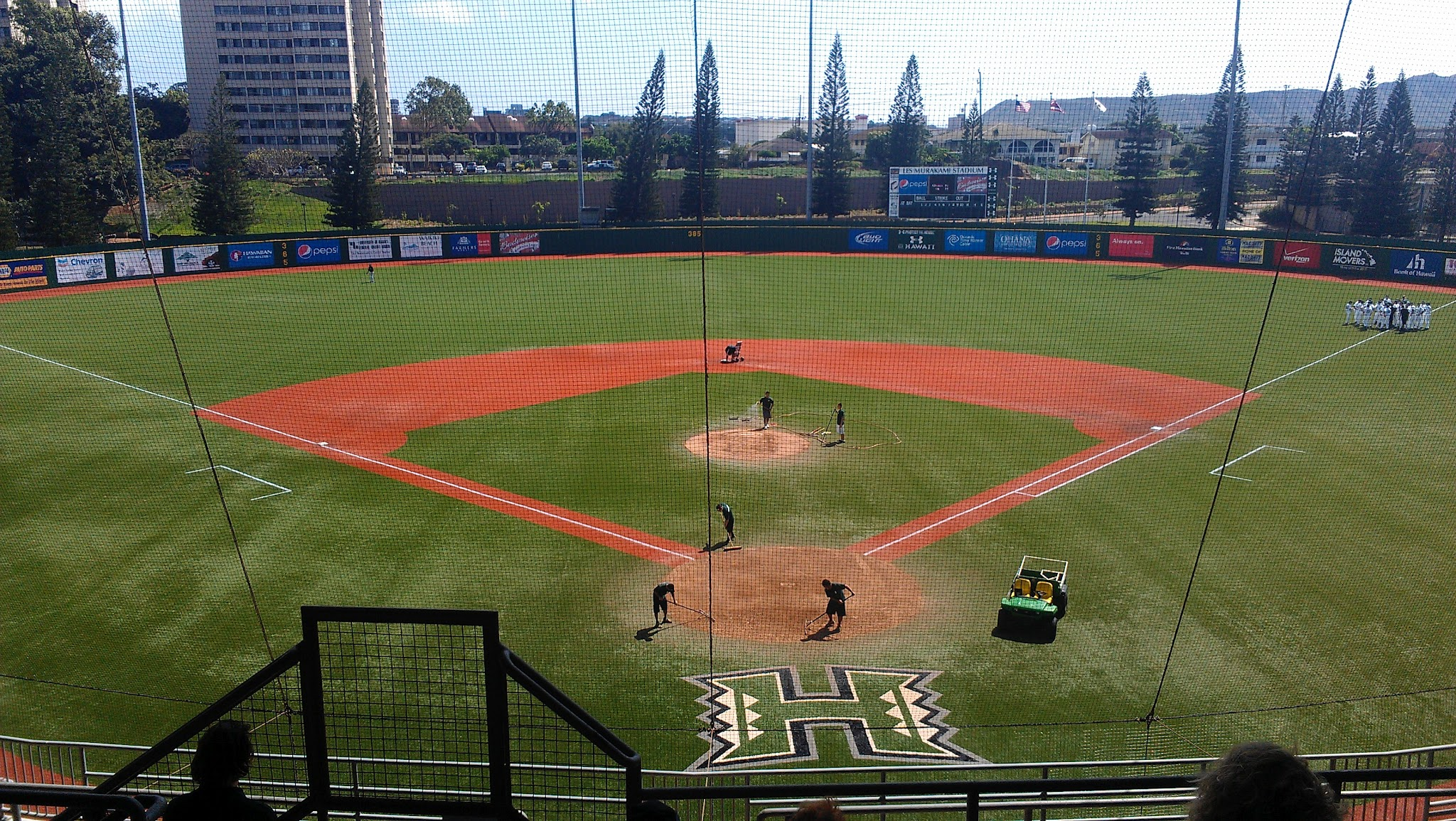
Estadio de béisbol de la Universidad de Hawái

## Deporte
El surf se practicaba en el Antiguo Hawái, donde tenía significado espiritual. A principios del siglo XX, el salvavidas George Freeth y el nadador olímpico Duke Kahanamoku realizaron exhibiciones de surf fuera del archipiélago.
Las playas de Waikiki son las favoritas para surfistas amateurs y profesionales, mientras que la Costa Norte atrae a los especialistas de olas gigantes.
En Honolulu se celebran varias carreras masivas:
- La Great Aloha Run es una carrera a pie de 8 millas (13 km) que se celebra anualmente el Día del Presidente desde 1985.
- El Maratón de Honolulu se celebra anualmente el segundo domingo de diciembre desde 1973. Atrae a más de 20.000 participantes cada año, la mitad a dos tercios de ellas procedentes de Japón.
- El Triatlón de Honolulu se celebra anualmente en mayo desde 2004.
- El Ironman de Hawái se realiza desde 1978, siendo el primer triatón de la historia en dicha distancia.

Los aficionados de los deportes con espectadores en Honolulu en general apoyan el fútbol americano, voleibol, baloncesto, rugby, Rugby League y el béisbol de la Universidad de Hawái. Actualmente Honolulu no tiene equipos deportivos profesionales aunque en el pasado fue la sede de los Hawaii Islanders (Pacific Coast League, 1961-87), el Team Hawaii (North American Soccer League, 1977), y los Hawaiian Islanders (AF2 2002-2004). 

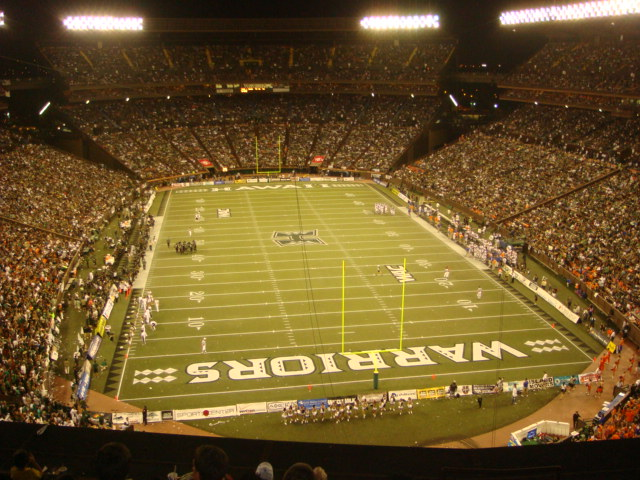
Estadio Aloha

La competición Hawaii Bowl perteneciente a la National Collegiate Athletic Association se juega en Honolulu. Honolulu también ha acogido el Pro Bowl de la National Football League en febrero de cada año desde 1980, aunque la edición de 2010 se jugó en Miami.[cita requerida] Entre 1993 y 2008, en Honolulu se disputó una liga de béisbol invernal, con jugadores de ligas menores de la MLB, Liga Japonesa de Béisbol Profesional, Organización Coreana de Béisbol, y de las ligas independientes.

### Surf
El surf es un deporte tradicional hawaiano que ha experimentado un renacimiento popular desde mediados del siglo XX. Desde entonces, este deporte se ha extendido por todo el mundo, pero sigue practicándose ampliamente en el archipiélago.

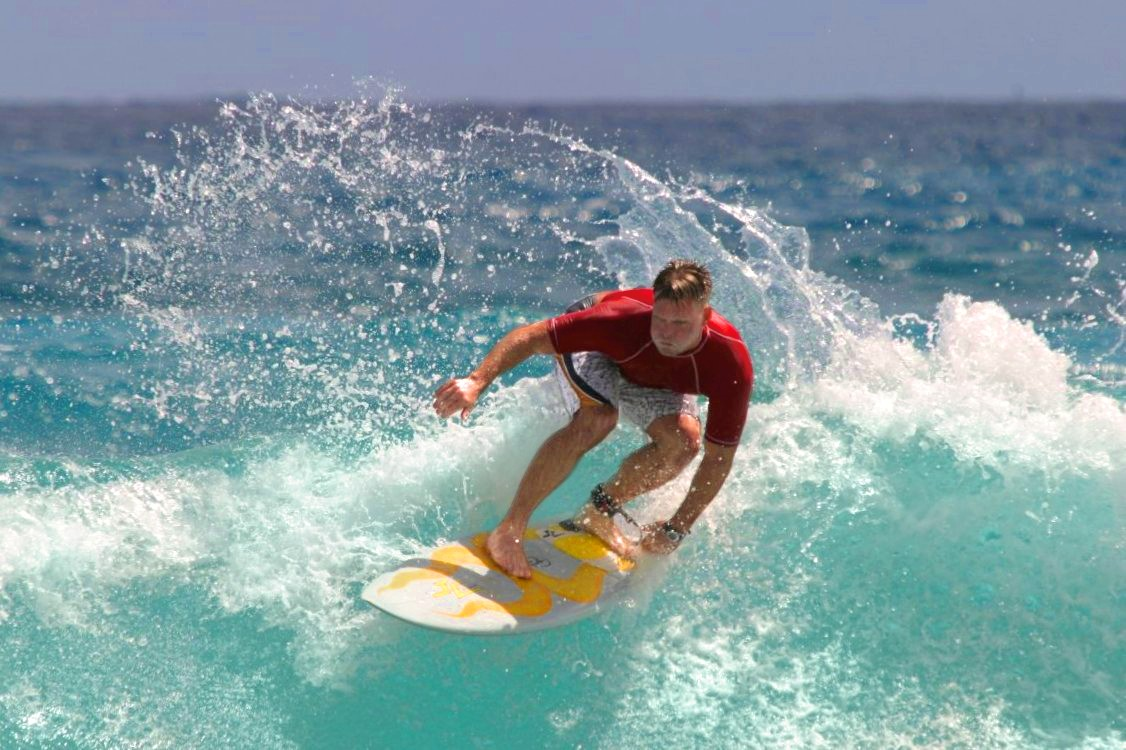
El Surf es uno de los deportes más populares de Hawái

En Peahi, en la isla de Maui, al norte de la isla, se produce la ola Tiburón en caso de fuerte oleaje. Esta ola gigante, una de las mayores del mundo, alcanza a veces los 25 metros de altura. La han popularizado, entre otros, Laird Hamilton, Dave Kalama , Darrick Doerner, Gerry López y Basile Commarieu.
En enero de 1998, Laird Hamilton surfeó la ola más alta jamás surfeada (en aquel momento), de 26 metros de altura, rompiendo a una velocidad impresionante y formando una gigantesca pared de agua, para luego convertirse en un gigantesco remolino de espuma y espuma. Jack Johnson, ahora conocido por sus canciones, es de la isla de Oahu y empezó su carrera en el mundo del surf. Ha ganado varios premios por sus películas, como Thicker Than Water y A Brokedawn Melody.